# Chantilly
Chantilly [ʃɑ̃tiji] ⓘ ist eine französische Stadt im Département Oise in der Region Hauts-de-France. Sie liegt inmitten des Waldes von Chantilly, im Tal der Nonette, 38 Kilometer nördlich von Paris. Die Gemeinde hat 10.740 Einwohner (Stand 1. Januar 2022), in der Agglomeration (Unité urbaine) leben etwa 37.000 Menschen.
Chantilly ist weltbekannt für sein Schloss, in dem sich das Musée Condé mit einer bedeutenden Kunstsammlung befindet, und als französisches Zentrum für Pferderennen. Auf der Rennbahn von Chantilly finden regelmäßig große Rennen statt. 

## Geographie

### Lage
Die Stadt liegt im Pariser Becken im Süden der Region Picardie, im Regionalen Naturpark Oise-Pays de France und am Nordrand des Ballungsgebiets von Paris. Sie gehört zur historischen Region Valois und liegt sieben Kilometer südlich von Creil, 39 Kilometer südöstlich von Beauvais und 38 Kilometer nördlich von Paris.
Die Nachbargemeinden sind Saint-Maximin im Norden, Vineuil-Saint-Firmin im Nordosten, Avilly-Saint-Léonard im Osten, Pontarmé und Orry-la-Ville im Südosten, Coye-la-Forêt im Süden, Lamorlaye im Südwesten sowie Gouvieux im Westen.
Chantilly ist das Zentrum einer Unité urbaine (städtisches Gebiet im Sinne des französischen Statistikamts), zu welcher die Gemeinden Avilly-Saint-Léonard, Boran-sur-Oise, Coye-la-Forêt, Gouvieux, Lamorlaye und Vineuil-Saint-Firmin gehören. Sie hat fast 37.000 Einwohner, somit ist es der viertgrößte Ballungsraum im Département Oise.

### Klima
Das Klima von Chantilly ist gemäßigt ozeanisch, wie es typisch für den Norden der Île-de-France ist. Der kälteste Monat des Jahres ist der Januar und der wärmste der Juli. In Chantilly gibt es keine eigene Messstation; folgende Temperaturen und Niederschläge wurden im Jahr 2008 im nahegelegenen Creil gemessen:
|                        | Jan | Feb  | Mär  | Apr  | Mai  | Jun  | Jul  | Aug  | Sep  | Okt  | Nov  | Dez  |   |      |
| Mittl. Temperatur (°C) | 6,2 | 5,7  | 6,9  | 9,3  | 15,5 | 16,5 | 18,6 | 18,2 | 13,9 | 10,7 | 7,2  | 2,2  | ⌀ | 10,9 |
| Mittl. Tagesmax. (°C)  | 9,0 | 10,2 | 10,1 | 14,1 | 20,9 | 21,5 | 24,3 | 22,8 | 19,3 | 14,9 | 10,2 | 4,8  | ⌀ | 15,2 |
| Mittl. Tagesmin. (°C)  | 3,5 | 1,2  | 3,7  | 4,6  | 10   | 11,5 | 13   | 13,7 | 8,6  | 6,5  | 4,3  | −0,3 | ⌀ | 6,7  |
|                        |     |      |      |      |      |      |      |      |      |      |      |      |   |      |
| Niederschlag (mm)      | 53  | 38   | 91   | 53   | 64   | 24   | 34   | 71   | 29   | 76   | 47   | 31   | Σ | 611  |

| 3,5 |

| 1,2 |

| 3,7 |

| 4,6 |

| 10 |

| 11,5 |

| 13 |

| 13,7 |

| 8,6 |

| 6,5 |

| 4,3 |

| −0,3 |

| 3,5 |

| 1,2 |

| 3,7 |

| 4,6 |

| 10 |

| 11,5 |

| 13 |

| 13,7 |

| 8,6 |

| 6,5 |

| 4,3 |

| −0,3 |

| N i e d e r s c h l a g | 53  | 38  | 91  | 53  | 64  | 24  | 34  | 71  | 29  | 76  | 47  | 31  |
|                         | Jan | Feb | Mär | Apr | Mai | Jun | Jul | Aug | Sep | Okt | Nov | Dez |

### Stadtgliederung

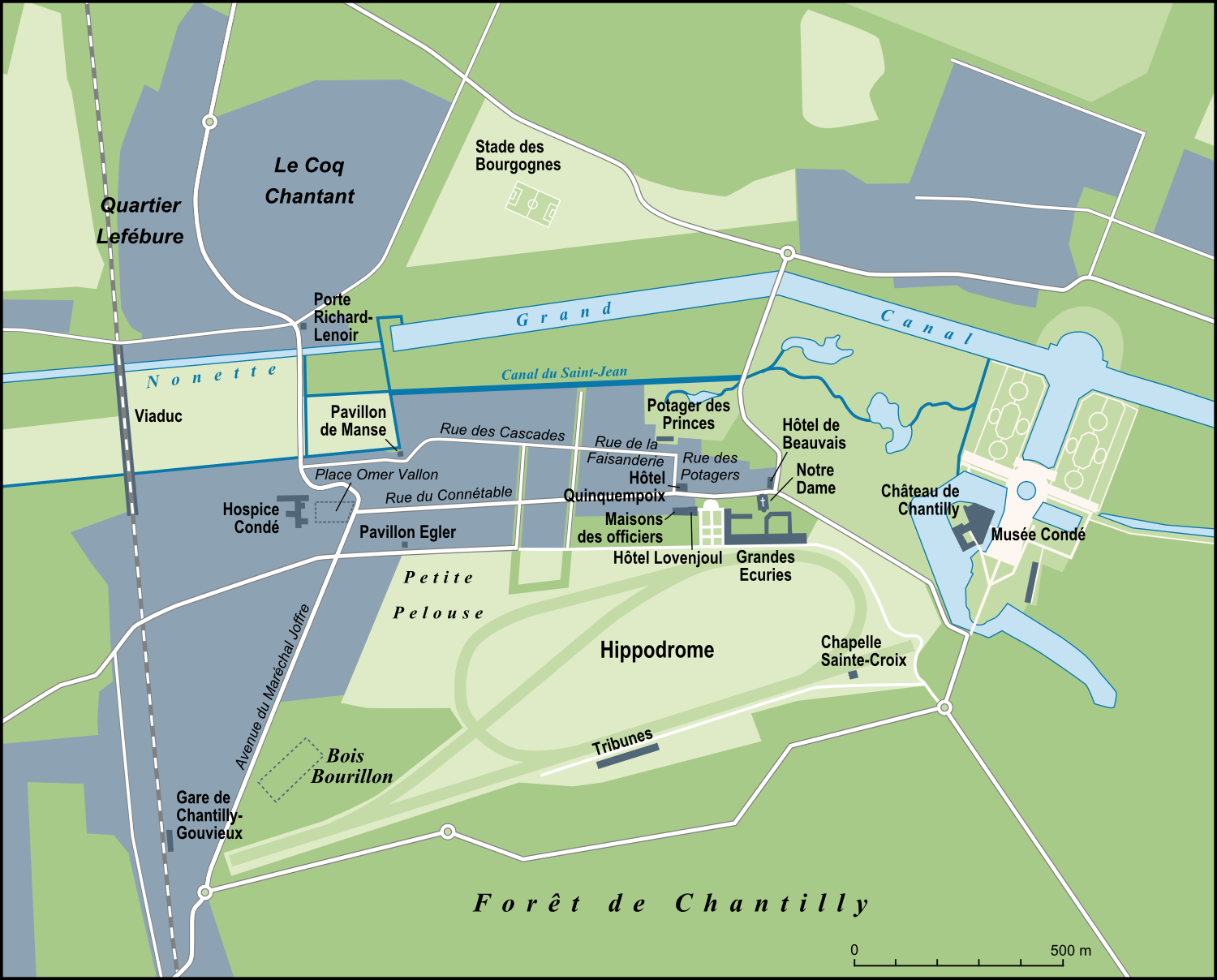
Übersichtsplan über das Stadtgebiet von Chantilly

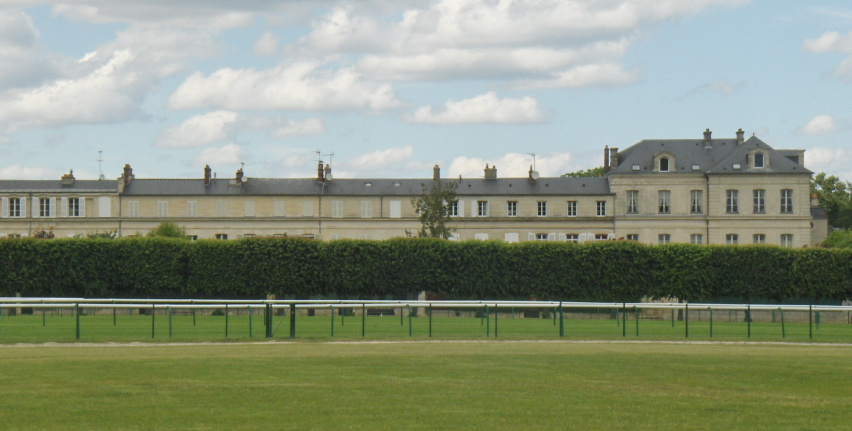
Die Maisons des officiers und das Hôtel Lovenjoul (rechts), Blick über die Großen Wiesen und die Rennbahn

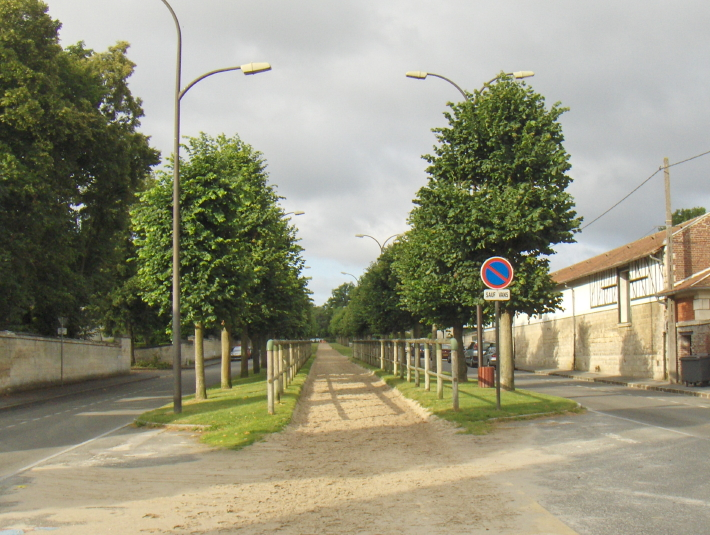
Reitweg in der Avenue Marie-Amélie im Viertel Bois Saint-Denis

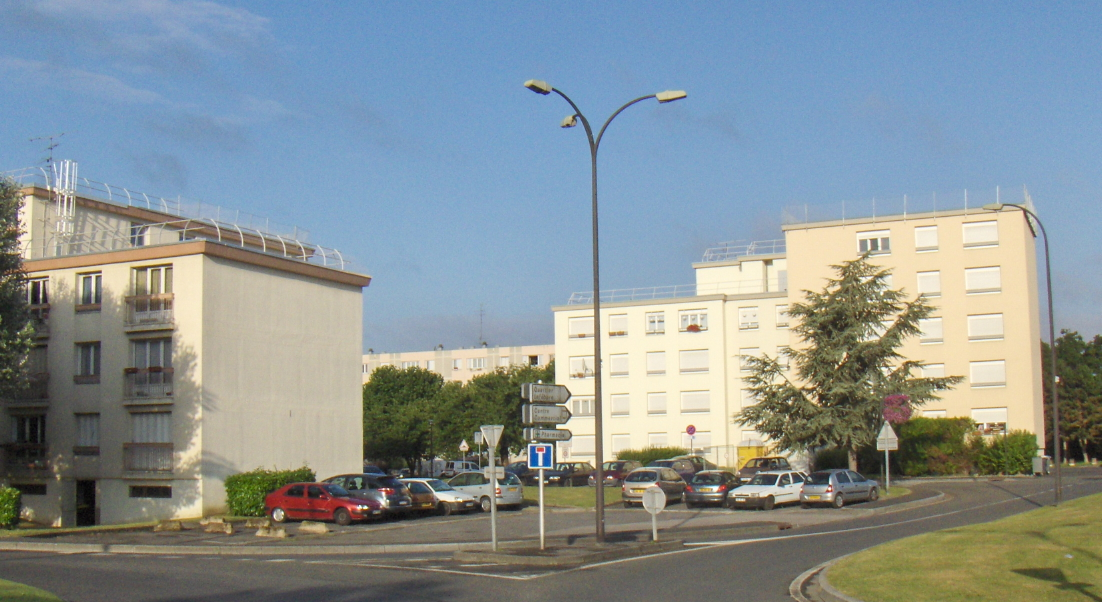
Das Quartier Lefébure im Norden der Stadt

Das Stadtgebiet von Chantilly ist relativ jung: Erst vor 250 Jahren begann die städtische Bebauung. Der älteste Teil befindet sich beiderseits der in Ost-West-Richtung verlaufenden Rue du Connétable. Das Gebiet wurde im Jahre 1727 parzelliert und die Maisons des officiers (heute Rue du Connétable Nr. 25 bis 67) wurden errichtet. Noch vor der Französischen Revolution wurden die anderen Grundstücke an der Hauptstraße, an deren Ende das Hospice Condé steht, verkauft. Nach 1799 dehnte sich das Stadtgebiet in Richtung Norden aus und verdrängte Teile des Parks. Die Straßennamen blieben erhalten und deuten darauf hin, welche Teile des Parks sie ursprünglich verbanden: Rue des Potagers (Gartenstraße), Rue de la Faisanderie (Fasaneriestraße), Rue des Cascades (Kaskadenstraße). Die Nummern dieser Straßen beginnen am Schloss und nicht an der Place Omer Vallon, wie die der anderen Straßen. Das Stadtgebiet bestand damals aus Bürgerhäusern und Villen inmitten von Gärten. Man findet dort noch die Spuren von Ställen, die am Anfang des 19. Jahrhunderts, zu Beginn der Pferderennen, errichtet wurden.
Die Rue du Connétable bildet das Stadtzentrum. Am Ostende befindet sich das Schloss. Östlich und nördlich der Straße breiten sich die Schlossgärten aus. Südlich der Rue du Connétable liegen die Großen Wiesen La Pelouse mit der Rennbahn. Am Westende der Rue du Connétable liegen die Place Omer Vallon, das Hospice de Condé und die Avenue du maréchal Joffre.
Das Viertel um die Avenue du maréchal Joffre ist mit dem Bau der Rue de Paris und der Eisenbahnlinie verbunden; der Bahnhof befindet sich am Westrand dieses Viertels. Dort dominieren Wohnhäuser aus dem 19. und 20. Jahrhundert; dieses Gebiet wurde später durch mehrstöckige Wohnkomplexe verdichtet.
Um den alten Stadtkern von Chantilly entstanden später drei weitere Viertel:
- Bois Saint-Denis im Süden der Stadt, zwischen der Rue de Paris und der Eisenbahn entstand durch den Bau von Rennställen, die wegen Platzmangel in größerer Entfernung vom Stadtzentrum errichtet wurden. Die Grundstücke, die vorher Waldgebiet waren, verkaufte Duc d’Aumale ab 1890. Sie gehörten ursprünglich zum Gebiet der Nachbargemeinde Gouvieux, wurden aber 1928 Chantilly angegliedert. Der Bois Saint-Denis bestand ursprünglich überwiegend aus Stallungen und Wohnhäusern für Trainer, Jockeys und Stallburschen und diente fast ausschließlich dem Pferdesektor. In den 1960er Jahren begann man, einen großen Teil der ehemaligen Rennställe abzureißen und an ihrer Stelle Wohnhäuser zu bauen. Heute schützt die Bauordnung das Erbe der Rennställe.
- Das Viertel Quartier de Verdun befindet sich zwischen der Eisenbahn und dem Wald an der Stelle, wo sich früher ein Bahnhof für die Besucher der Rennbahn befand. Der Bahnhof wurde um 1950 geschlossen und das Gebiet für den Wohnungsbau verwendet. Ursprünglich waren die Wohnungen den Eisenbahnern vorbehalten und auch heute gehören sie zum Teil dem Sozialwohnungsträger der SNCF. In unmittelbarer Nähe des Quartier de Verdun befinden sich die beiden öffentlichen Gymnasien der Stadt.
- Die nördlichen Stadtviertel liegen auf beiden Seiten der Straße nach Creil entlang des Flusses Nonette. Dort befinden sich vor allem Sozialwohnbauten (z. B. im Quartier Lefébure) und Ein- und Mehrfamilienhäuser, die in den 1960er und 1970er Jahren gebaut wurden. Diese Viertel sind mit öffentlichen Einrichtungen ausgestattet und beherbergen Schulen, Kirchen, Collège, Sportplätze, Stadion und Sporthallen.

Zwischen den nördlichen Vierteln und dem Stadtzentrum befinden sich eine Grünfläche, der Grand Canal, der Canal Saint-Jean und dazwischen die Canardière mit zahlreichen Schrebergärten. Die wenigen Gebäude in diesem Gebiet stammen aus der Frühzeit der Industrialisierung. Dazu gehören das Werk von François Richard-Lenoir und die alten Guilleminot-Werke mit ihren Anbauten.
Das Gemeindegebiet besteht zu 69 % aus Wald und der Rennbahn. Nur 20–25 % des Gemeindegebietes können baulich genutzt werden; dort gelten bauliche Beschränkungen durch die Nähe von Baudenkmälern.

### Gewässer und Wasserversorgung

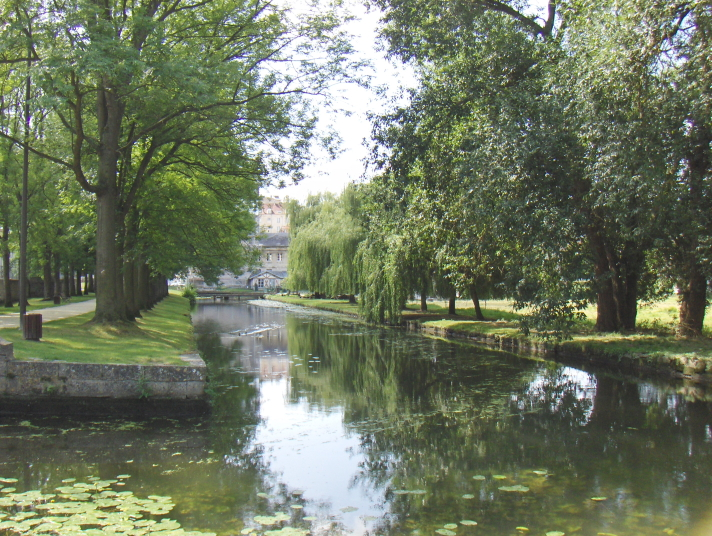
Der Canal de la Machine, Blick in Richtung des Pavillon de Manse

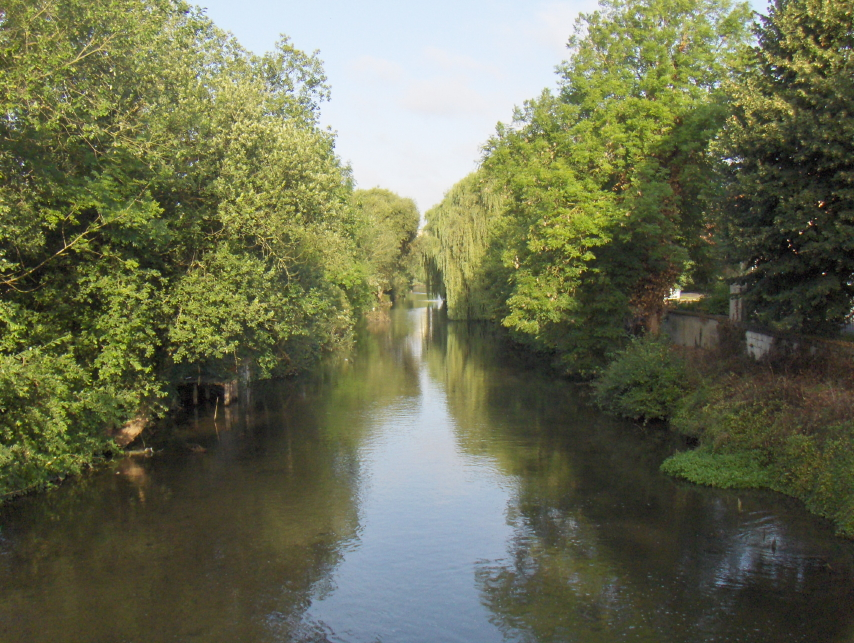
Die Nonette in Chantilly, gesehen von der Brücke der Straße nach Creil

Der Süden des Gemeindegebiets wird vom Fluss Thève berührt, der eine Länge von 33 km hat und ein Nebenfluss der Oise ist. In ihrem Tal befinden sich die Étangs de Commelles: diese künstlichen Seen wurden im 13. Jahrhundert von den Mönchen des Klosters Chaalis ausgehoben, um Fischteiche anzulegen.
Die Stadt Chantilly wird durch die Nonette durchflossen, die in die Oise mündet. Sie ist 41 km lang. und verläuft auf dem Gemeindegebiet in einem Kanal. Das Flussbett wurde 1663 von André Le Nôtre um einige hundert Meter in Richtung Norden verlegt, um den Grand Canal zu bauen, der vor dem Schloss verläuft und eine Länge von 2,5 km hat. Im ursprünglichen Flussbett wurde der Canal Saint-Jean angelegt, der 800 m lang ist und den Namen einer alten Kapelle trägt, die im 16. Jahrhundert gebaut wurde und beim Bau der Schlossgärten abgerissen wurde. Die Canardière, das Gebiet unter dem heutigen Viadukt, wurde zur gleichen Zeit trockengelegt und der Fluss kanalisiert. Der Canal de la Machine geht rechtwinklig von den beiden anderen Kanälen ab und hat eine Länge von etwa 300 m. Er führt das Wasser zum Pavillon de Manse, der einst die Becken und Kaskaden des heute nicht mehr existierenden Westteiles des Parkes mit Wasser versorgte und der das Wasser in ein Reservoir leitete, das in den Großen Wiesen gelegen war. Ein Teil dieses Reservoirs existiert heute noch, es liegt in der Nähe der Rennbahn, wird aber nicht mehr mit Wasser gefüllt. Diese Anlagen belieferten später auch einen Teil der Fabriken entlang des Flusses mit Wasser. Der Teil der Gärten, der heute noch existiert, wurde durch ein anderes System bewässert, das von einem Aquädukt gespeist wurde, welches das Wasser aus der Umgebung von Senlis herbeiführte.
Im 18. Jahrhundert wurde eine Mineralquelle in der Talmitte entdeckt und man baute zwischen 1725 und 1778 einen Pavillon, der einen Aufenthalt gestattete, um das Wasser zu trinken. Weiterhin gab es eine Quelle eisenhaltigen Wassers, das Eau de Chantilly genannt wurde und von 1882 bis zum Beginn des 20. Jahrhunderts mit Kohlensäure versetzt und in Flaschen abgefüllt vermarktet wurde. Ebenfalls im 18. Jahrhundert wurde das erste System zur Trinkwasserversorgung der Bevölkerung eingerichtet. Im Jahr 1823 ließ der letzte Prinz von Condé 18 Brunnen für die Bevölkerung errichten. 1895 wurden die Brunnen stillgelegt, die Versorgung durch ein in der Nachbargemeinde Lamorlaye befindliches Wasserwerk löste sie ab. Dieses Wasserwerk wird aus drei Quellen, die sich in Chantilly, Lamorlaye und Boran-sur-Oise befinden, gespeist. Das Wasser wird nach seiner Behandlung mit Hilfe von zwei Wassertürmen, die sich auf dem Mont de Pô in Gouvieux befinden, verteilt. Dieses Netz wird seit 1928 von der privaten Firma Lyonnaise des eaux im Namen des Gemeindeverbundes Syndicat intercommunal pour l’amélioration des réseaux d’eau potable (Siparep) betrieben. Der Wasserpreis betrug im Jahre 2009 im Durchschnitt 3,25 € pro Kubikmeter.
Ein erstes Abwassersystem wurde 1878 gebaut, war jedoch zunächst auf das Viertel um die Rue d’Aumale, das Hospice Condé und die heutige Avenue du Maréchal Joffre begrenzt. Es wurde im Jahre 1910 ausgebaut, was der französische Staat aus den Steuern auf Pferdewetten finanzierte. Ein Klärwerk wurde 1969 in der Canardière gebaut, es übersiedelte 2006 nach Gouvieux. Das Abwassersystem von Chantilly hat eine Länge von 22 km und wird vom Syndicat intercommunal pour le traitement des eaux de la vallée de la Nonette (SICTEUV) betrieben, zu dem die Gemeinden Apremont, Avilly-Saint-Léonard, Chantilly, Gouvieux und Vineuil-Saint-Firmin gehören.

### Verkehrsanbindung

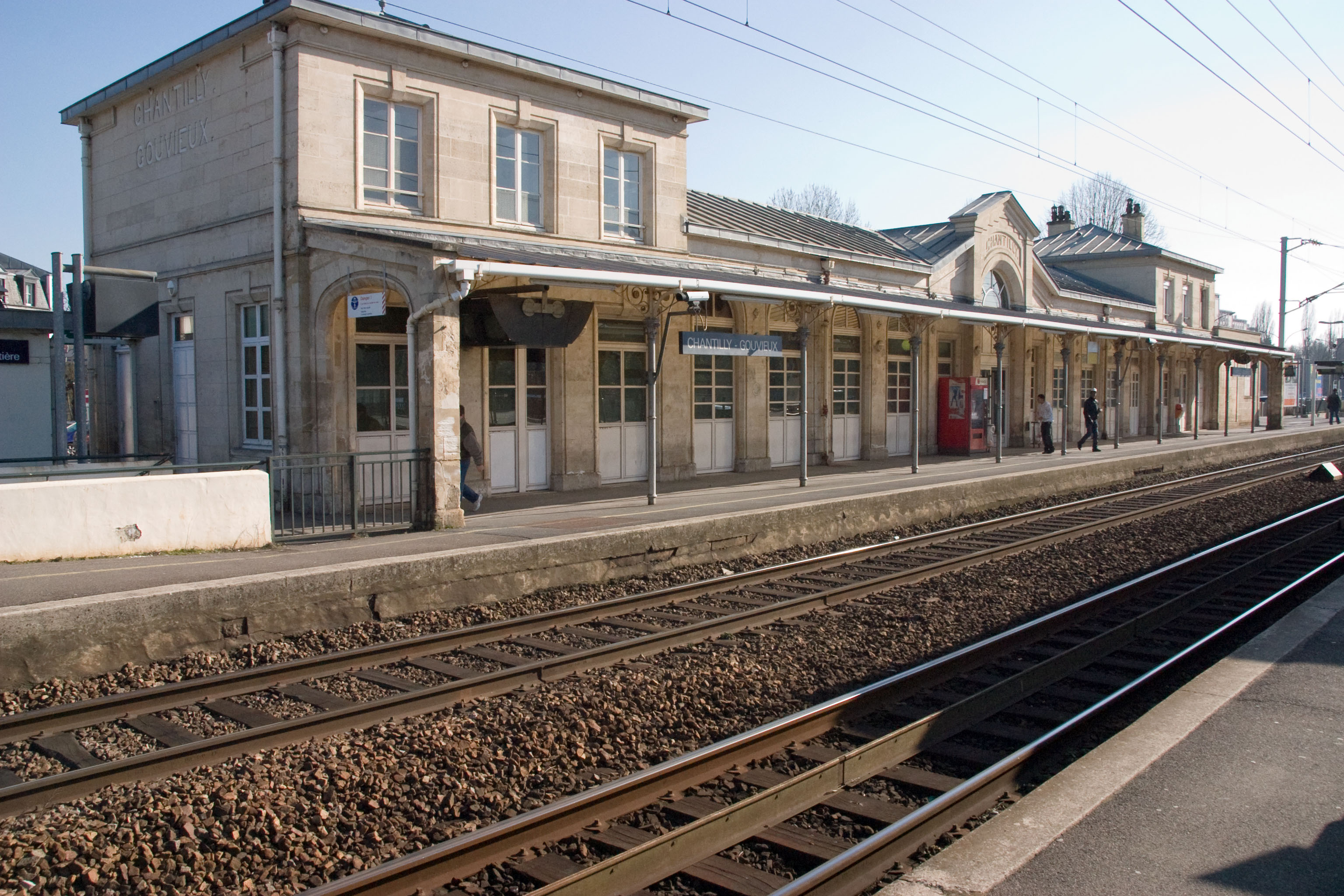
Der Bahnhof Chantilly-Gouvieux

Chantilly wird von der ehemaligen Nationalstraße 16, einer alten Reichsstraße, welche von Pierrefitte-sur-Seine nach Dunkerque über Amiens führte, von Süden nach Norden durchschnitten. Sie trägt jetzt die Nummer Départementale 1016. In der Nähe von Chantilly verlaufen die Autobahnen A1 und A16. Schwerverkehr ist auf der Nationalstraße 16 zwar nicht verboten, Schilder an den Ortseingängen weisen die LKWs jedoch auf die Autobahnen. Die Straße D924A führt zur Nationalstraße 17 und nach La Chapelle-en-Serval, während die Straße D924 Chantilly mit Senlis verbindet. Die letzteren beiden Straßen sind für den Schwerverkehr gesperrt, sie stellen jedoch auch eine Verbindung zur Autobahn A1 dar. Die Geschwindigkeit ist auf der D924A durchgängig auf 70 km/h begrenzt, weil sie größtenteils durch Waldgebiete mit häufigem Wildwechsel führt.
Der Bahnhof Chantilly-Gouvieux, der 1859 in Betrieb genommen wurde, ist Teil des TER-Picardie-Netzes der SNCF. Er wird von den Linien 12 (Paris-Nord–Compiègne–Saint-Quentin–Busigny), 22 (Paris-Nord–Creil–Amiens) und 23 (Paris-Nord–Creil) bedient. Die Reisezeit zum Pariser Nordbahnhof beträgt 22 min und nach Creil 7 min. Der Bahnhof wird ebenso von der Linie RER D des Pariser Vororteverkehrs bedient. Im Jahr 2006 gab es zwischen Chantilly und dem Pariser Nordbahnhof 920.000 Fahrgäste.
Linienbusse des Réseau des cars interurbains de l’Oise verbinden Chantilly mit Creil (LR04), Saint-Leu-d’Esserent (LR 05), Boran-sur-Oise (LR 09), Orry-la-Ville (LR 14) und Senlis (LR 15). Unter dem Namen Desserte urbaine cantilienne betreibt die Gemeinde eine Stadtbuslinie, die vom Viertel Lefébure zum Viertel Bois-Saint-Denis führt und dabei den Bahnhof passiert. Ihre Benutzung ist gratis.
In der nächsten Umgebung Chantillys wurde 1910 ein Flugfeld mit dem Namen Aérodrome de la Vidamée-Chantilly eröffnet, welches im Ersten Weltkrieg als Luftwaffenstützpunkt diente. Er wurde später stillgelegt. Chantilly befindet sich 30 km vom Flughafen Paris-Charles de Gaulle und 54 km vom Flughafen Paris-Beauvais entfernt. Es gibt jedoch keine öffentliche direkte Verbindung zu diesen zwei Flughäfen.
Das Gemeindegebiet von Chantilly wird von zwei Fernwanderwegen durchquert. Der GR 11 (Großer Paris-Rundwanderweg) führt, aus Senlis kommend, durch den Schlosspark, unter der Porte Saint-Denis, in Richtung des Canal Saint-Jean, entlang desselben bis durch das Viertel Quartier du Coq chantant und weiter in Richtung Saint-Maximin. Der GR 12 Amsterdam–Paris kommt ebenfalls aus Senlis, durchquert den Süden der Gemeinde, den Wald von Chantilly, in Richtung der Étangs de Commelles und weiter in die Nachbargemeinde Coye-la-Forêt. Der GR 1 (kleiner Paris-Rundwanderweg) berührt das Gemeindegebiet an den Étangs de Commelles. Im Wald von Chantilly gibt es eine Reihe von Wegen, welche zwischen 6 und 13 Uhr für das Training von Reitpferden reserviert und für Fußgänger gesperrt sind. Im Juni 2008 wurde in Chantilly und seinen Nachbargemeinden ein Radwegenetz eingeweiht: auf dem Gemeindegebiet von Chantilly gibt es vier Radwege, die es erlauben, Gouvieux, Vineuil-Saint-Firmin und Avilly-Saint-Léonard mit dem Fahrrad zu erreichen.

## Bevölkerung

### Bevölkerungsentwicklung
Die Bevölkerung von Chantilly verzeichnete während der Französischen Revolution einen Rückgang, kurz danach, um 1800, führte jedoch die Ansiedelung von Manufakturen zu einem starken Ansteigen. Um 1820 wurden mehrere der Manufakturen jedoch geschlossen, was ein leichtes Sinken der Bevölkerungszahl zur Folge hatte. In der zweiten Hälfte des 19. Jahrhunderts verdoppelte sich jedoch die Einwohnerzahl. Dies lag im Bau der Eisenbahn, der Entwicklung des Tourismus, des Pferdesports und der wachsenden Bedeutung Chantillys als Sommerfrische begründet. Nach einer Stagnation in der ersten Hälfte des 20. Jahrhunderts wurden nach dem Zweiten Weltkrieg zahlreiche Wohnbauten errichtet, eine neue, in Paris arbeitende Bevölkerung zog zu und ließ die Einwohnerzahl auf über 10 000 ansteigen. Ab den späten 1970er Jahren wurden Wohnraum und Baugrund rar, was auch zu einer starken Verlangsamung des Bevölkerungswachstums führte.
| Jahr                       | 1962 | 1968   | 1975   | 1982   | 1990   | 1999   | 2011   | 2021   |
| -------------------------- | ---- | ------ | ------ | ------ | ------ | ------ | ------ | ------ |
| Einwohner                  | 8197 | 10.246 | 10.552 | 10.065 | 11.341 | 10.902 | 10.959 | 10.652 |
| Quellen: Cassini und INSEE |      |        |        |        |        |        |        |        |

### Ausländische Bevölkerung
Im Jahre 1999 lebten 721 ausländische Staatsbürger in Chantilly. Sie machen damit 6,6 % der Gesamtbevölkerung aus, was über dem Durchschnitt der Picardie (4,4 %), jedoch unter dem französischen Durchschnitt (7,4 %) liegt. 44 % der Ausländer stammen aus der Europäischen Union, 22 % aus dem Maghreb und 10 % aus Asien. Die Portugiesen stellen den höchsten Anteil, gefolgt von den Marokkanern und den Briten.
Die Briten sind im Vereinsleben von Chantilly besonders aktiv und verfügen über eine Reihe von besonderen Einrichtungen. Im Stadtzentrum gibt es ein spezielles Teehaus, in welchem man auch typisch englische Produkte erwerben kann, es gibt eine private zweisprachige Schule, speziellen Unterricht in den Gymnasien der Stadt, zahlreiche englischsprachige Werke in der städtischen Mediathek, eine anglikanische Kirche, einen englischsprachigen Pfadfinderverein, einen Cricket-Club sowie eine Vereinigung von englischen Expatriates in der Region.

### Wohnsituation

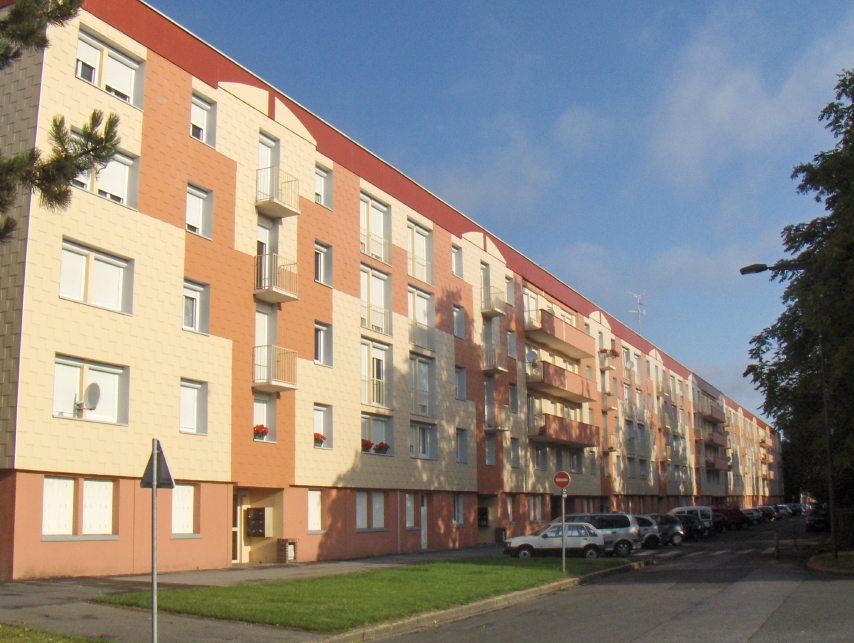
Wohnsiedlung im Quartier de Verdun

2006 gab es in Chantilly 5.638 Wohneinheiten, 229 mehr als 1999. 92,4 % der Wohneinheiten werden als Hauptwohnsitze genutzt; 82,8 % sind Wohnungen. Demgegenüber sind nur 31 % aller Wohneinheiten im Departement Oise Wohnungen. Die Wohnungen in Chantilly haben im Durchschnitt 3,5 Räume, sie sind kleiner als im Rest des Departements (4,2 Räume). Die Haushalte von Chantilly sind zu 53,7 % Mieter (gegenüber 64 % in der Oise) und zu 39,9 % Eigentümer (33 % in der Oise).
Es gibt in Chantilly 1.269 Sozialwohnungen, das sind 23 % der Hauptwohnsitze. Chantilly erfüllt somit die durch das Gesetz Loi relative à la solidarité et au renouvellement urbains geforderten Normen. Der Mieterwechsel ist hier sehr niedrig: 7,4 % pro Jahr. Die Träger der Sozialwohnungen sind Opac de l’Oise (eine dem Generalrat der Oise unterstellte Organisation), SAHLM du Beauvaisis, Picardie Habitat (Teil der Groupe Cilova, die Betreiberorganisation von 1 % logement) und ICF (Tochtergesellschaft der SNCF, die in Chantilly 385 Wohnungen im Viertel Quartier de Verdun vermietet).

### Bildungs-, Lebens- und Einkommensstandards
Im Jahr 2006 hatten 31,1 % der nicht mehr in Ausbildung befindlichen Bevölkerung von Chantilly über 15 Jahren einen höheren Bildungsabschluss, 19,1 % waren akademisch gebildet. Weniger als 14 % hatten überhaupt keinen Abschluss. Diese Werte sind besser als im Durchschnitt des Départements Oise, wo 18,6 % Akademiker sind und 23 % keinen Bildungsabschluss haben.
Im gleichen Zeitraum hatten 14 % der Cantiliens über 15 Jahre einen Beruf in gehobener intellektueller Funktion (7,2 % im Département Oise), 18,8 % waren in mittleren Berufen tätig und 18 % waren Angestellte. Nur 9,2 % waren Arbeiter (gegenüber 17,7 % im Département Oise). 2,8 % waren selbstständige Unternehmer. Gegenüber 1999 ist ein Anstieg des Bevölkerungsanteils im gehobenen Berufen festzustellen. Gleichzeitig stieg der Anteil der Pensionisten von 20 % im Jahre 1999 auf 24 % im Jahr 2006. 17 Personen waren als Landwirte tätig, weil Berufe im Pferdesektor sozial- und steuertechnisch zur Landwirtschaft gezählt werden.
Von den 6903 Haushalten in Chantilly waren 4622 steuerpflichtig, was 67 % entspricht und 49 % im französischen Durchschnitt gegenübersteht. Das steuerpflichtige Netto-Haushaltseinkommen betrug 27.536 €, gegenüber knapp 16.000 € im nationalen Durchschnitt. Das steuertechnische Median-Haushaltseinkommen lag 2006 bei 21.681 €, womit Chantilly auf dem 1582. Rang unter den 30.687 Gemeinden mit mehr als 50 Haushalten des französischen Festlandes liegt.

## Geschichte

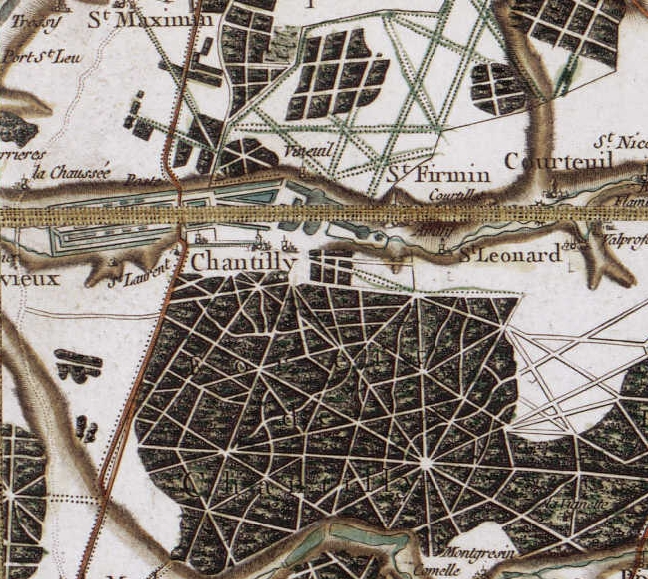
Carte de Cassini von Chantilly

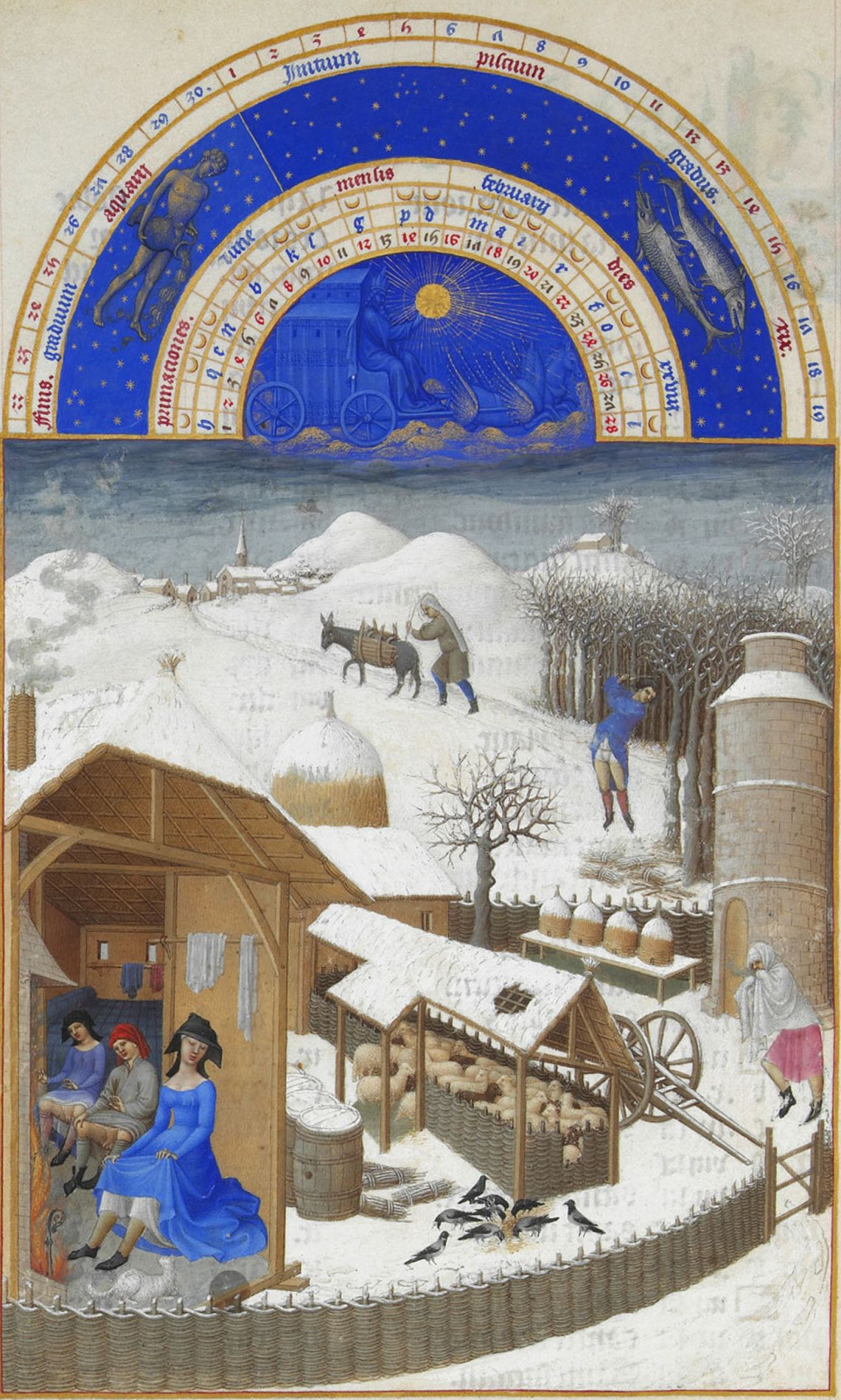
Der Februar aus den Très Riches Heures, Musée Condé, Chantilly

Die Geschichte der Stadt ist mit den Geschlechtern Montmorency und Condé eng verbunden, um deren Schloss und seine Dependancen sich die Stadt und mehrere Dörfer entwickelten. 1692 wurde aus den Dörfern rund um das Schloss eine Pfarrei. Ein Stadtkern bildete sich erst im 18. Jahrhundert heraus. Zu Beginn des 19. Jahrhunderts war die Stadt ein Zentrum der Porzellan- und Spitzenproduktion, danach eine beliebte Sommerfrische für die Aristokratie und für Künstler sowie eine große englische Gemeinde, die sich den Pferderennen widmete. Heute gehört Chantilly zum Großraum Paris. Es gibt keine nennenswerte Industrie in Chantilly, 40 % seiner Einwohner arbeiten in der Hauptstadt. Die Besucher, die wegen des Schlosses und des Parks, dem Pferdemuseum im Großen Marstall, der Pferderennen und des Waldes nach Chantilly kommen, machen die Stadt zu einem der wichtigsten Tourismuszentren nördlich von Paris.

### Frühgeschichte und Mittelalter
Im Gemeindegebiet von Chantilly wurden keine Spuren menschlicher Besiedlung aus der Urgeschichte oder der Eisenzeit gefunden. Überreste von Grabstätten aus römischer Zeit wurden in der Nähe des Flusses Nonette ausgegraben, ebenso existieren Spuren von Römerstraßen. Gräber aus der Merowinger-Zeit, die auf das 7. Jahrhundert datiert wurden, wurden unweit des Potager des Princes im 17. und 19. Jahrhundert entdeckt.
Die erste urkundliche Erwähnung einer Terra cantiliaci findet sich in einem Abkommen zwischen Guy IV. de Senlis und dem Prior von Saint-Leu-d’Esserent aus dem Jahre 1223. Guy IV. von Senlis, Großmundschenk von Frankreich, ist der Gründer der Herrscherfamilie von Chantilly. Chantilly war damals ein Hügel in einem sumpfigen Gebiet, das an die Diözesen Beauvais und Senlis grenzte. Für 1227 ist die Existenz eines festen Hauses belegt. Im Jahr 1282 wird zum ersten Mal der Wald von Chantilly genannt: ein Dekret des Parlement spricht von in tota foresta chantiliaco (im gesamten Wald von Chantilly). Die erste urkundliche Erwähnung des in engem Zusammenhang mit der Geschichte der Gemeinde Chantilly stehenden Schlosses Chantilly stammt aus dem Jahre 1358 und steht im Zusammenhang mit dessen Zerstörung während des Bauernaufstandes Jacquerie und dem im Jahre 1394 beendeten Wiederaufbau durch Pierre d’Orgemont.

### Eigenständige Pfarrei
Im Jahre 1673 wurde auf Veranlassung des Grand Condé eine neue Straße gebaut, die heutige Rue du Connétable. Auf den Ländereien an beiden Straßenseiten entstand der Vorläufer eines Stadtzentrums, wo sich Herbergen, Werkstätten der Handwerker und Wohnstätten ansiedelten. Diese Siedlung war damals jedoch noch zwischen den Pfarreien von Gouvieux (Diözese Beauvais) und Saint-Léonard (Diözese Senlis) aufgeteilt.
Der Grand Condé bestimmte in seinem Testament, dass unweit seines Schlosses eine Pfarrkirche gebaut werden sollte. 1692 liess Henri III. Jules de Bourbon die Kirche Notre-Dame erbauen und unterstellte die Pfarrei dem Bischof von Senlis. Dessen Enkel Louis IV. Henri de Bourbon ließ den ersten Plan für eine Stadt entwerfen. Die Straße von Gouvieux wurde neu Grande Rue genannt. Hier sollte sich das Stadtzentrum entwickeln. Im Jahre 1721 wurde mit dem Bau des Großen Marstalls begonnen. Louis IV. Henri de Bourbon sah 1727 ein Areal neben dem Großen Marstall, als Bauplatz für seine Offiziere vor. Er verkaufte Landparzellen an seine Beamten unter der Auflage, sich an die Architekturvorgaben von Jean Aubert, dem Architekten des Großen Marstalls, zu halten. So entstanden die Maisons des officiers. Am Ende der Grande Rue wurde 1723 das Hospice de la Charité eingerichtet.
In der zweiten Hälfte des 18. Jahrhunderts entstanden auf Initiative der Prinzen zahlreiche Wirtschaftsbetriebe. So wurde die bereits Ende des 17. Jahrhunderts begonnene Produktion von Spitze ausgebaut. 1726 entstand eine Porzellanmanufaktur, welche 1730 in die heutige Rue de la Machine zog. Am Ende des Grand Canal entstanden in den 1780er Jahren Gebäude für gewerbliche Zwecke, die die Energie des dortigen Wasserfalls nutzen konnten.

### Die Anfänge der Gemeinde

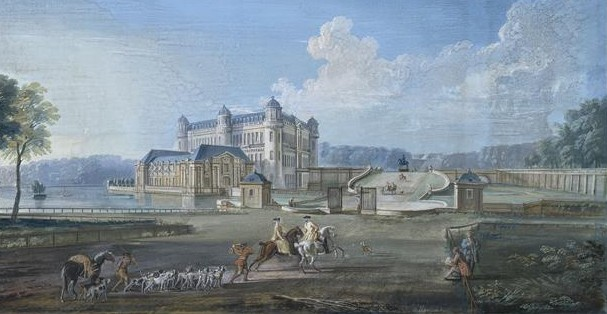
Schloss Chantilly im 18. Jahrhundert. Gouachemalerei von Jean-Baptiste Lallemand

Nach der Französischen Revolution wurde aus Chantilly eine Kommune, welche die Grenzen der Pfarrei übernahm. Erster Bürgermeister wurde der Verwalter der herzöglichen Besitztümer, André-Joseph Antheaume de Surval, der Rest des Gemeinderates wurde ebenfalls aus den Beamten des Schlosses besetzt. Die Condé waren unter den ersten, die nach dem Sturm der Bastille am 17. Juli 1789 ins Ausland flohen. Ihr Besitz wurde am 13. Juni 1792 unter Zwangsverwaltung gestellt und, in Anwendung des Gesetzes über die Emigranten, parzelliert und verkauft. Der erste Teil wurde 1793–1795 veräußert, dazu gehörten der alte Garten, der Kaskadengarten, die letzten Stücke Land, die entlang der heutigen Rue du Connétable und um die heutige Großen Wiesen verfügbar waren, ebenso wie die Stadthäuser in Besitz der Condé. Ein großer Teil dieser ersten Verkäufe wurden später nie wieder Teil des Schlosses. Der Rest des Besitzes wurde im Jahr 1798 parzelliert und schrittweise verkauft.
Während der Terrorherrschaft zu Beginn der Französischen Revolution wurde der Bürgermeister am 15. August 1793 verjagt und durch einen Jakobiner ersetzt. Zwischen 1793 und 1794 wurde das Schloss in ein Gefängnis umgewandelt, in welchem Verdächtige aus der Oise gefangen gehalten wurden. Nach seinem Verkauf als Nationalgut 1799 wurde es durch zwei Unternehmer in einen Steinbruch verwandelt, nur das Kleine Schloss wurde verschont. Der Große Marstall wurde von der Armee in Beschlag genommen und darin berittene Regimenter untergebracht.
Mehrere Unternehmer profitierten von dem Verkauf der Güter der Condé, indem sie ihre Tätigkeiten ausweiteten. 1792 begann die Porzellanmanufaktur von Chantilly Fayence zu produzieren, angeregt von ihrem neuen englischen Eigentümer Christophe Potter. Ein Kupferwalzwerk entstand in den Industriegebäuden am Kanal im Jahre 1801. 1807 gründete François Richard-Lenoir dort seine Spinnerei. Sie beschäftigte bis zu 600 Menschen und brachte der Kommune einen relativen Wohlstand. Richard-Lenoir begann später auch mit der Produktion von Tuch und Indiennes, wobei englische Technik angewandt wurde, und betrieb eine Wäscherei. Der Niedergang der Spinnerei begann jedoch bereits 1814; nachdem sie ihr Monopol verloren hatte, ging sie 1822 bankrott.
Im Jahre 1850 kam Louis V. Joseph in das, was von seinem Schloss übrig war, zurück. Er konnte einen Teil des früheren Besitzes zurückgewinnen und kaufte den Rest. Sein Sohn, Louis VI. Henri Joseph, ließ in der Stadt die Hydranten (1823) und auch einen großen Teil der Straßenlampen (1827) installieren.

### Sommerfrische im 19. Jahrhundert

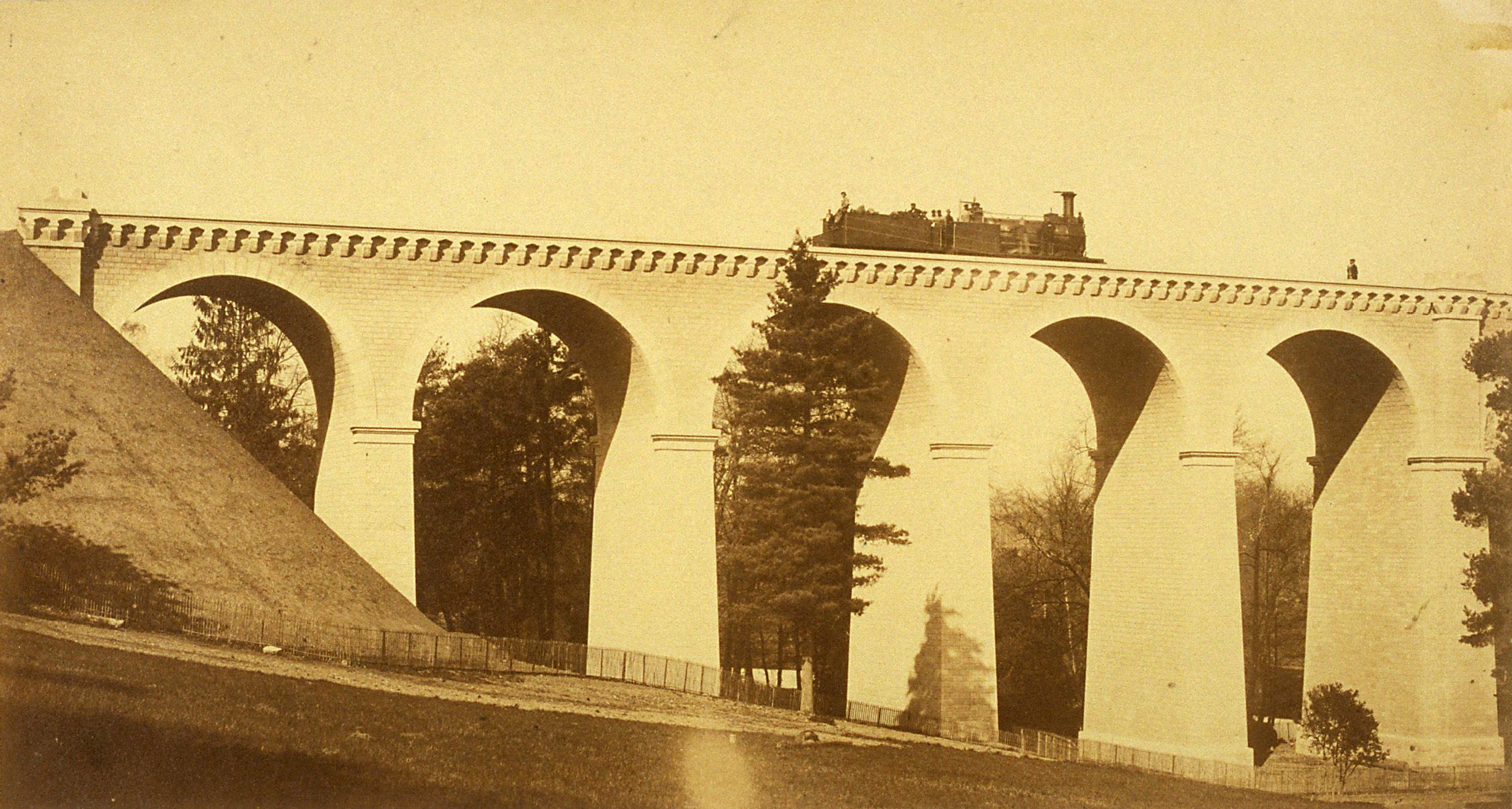
Der Viaduc de Chantilly nach seiner Fertigstellung 1859

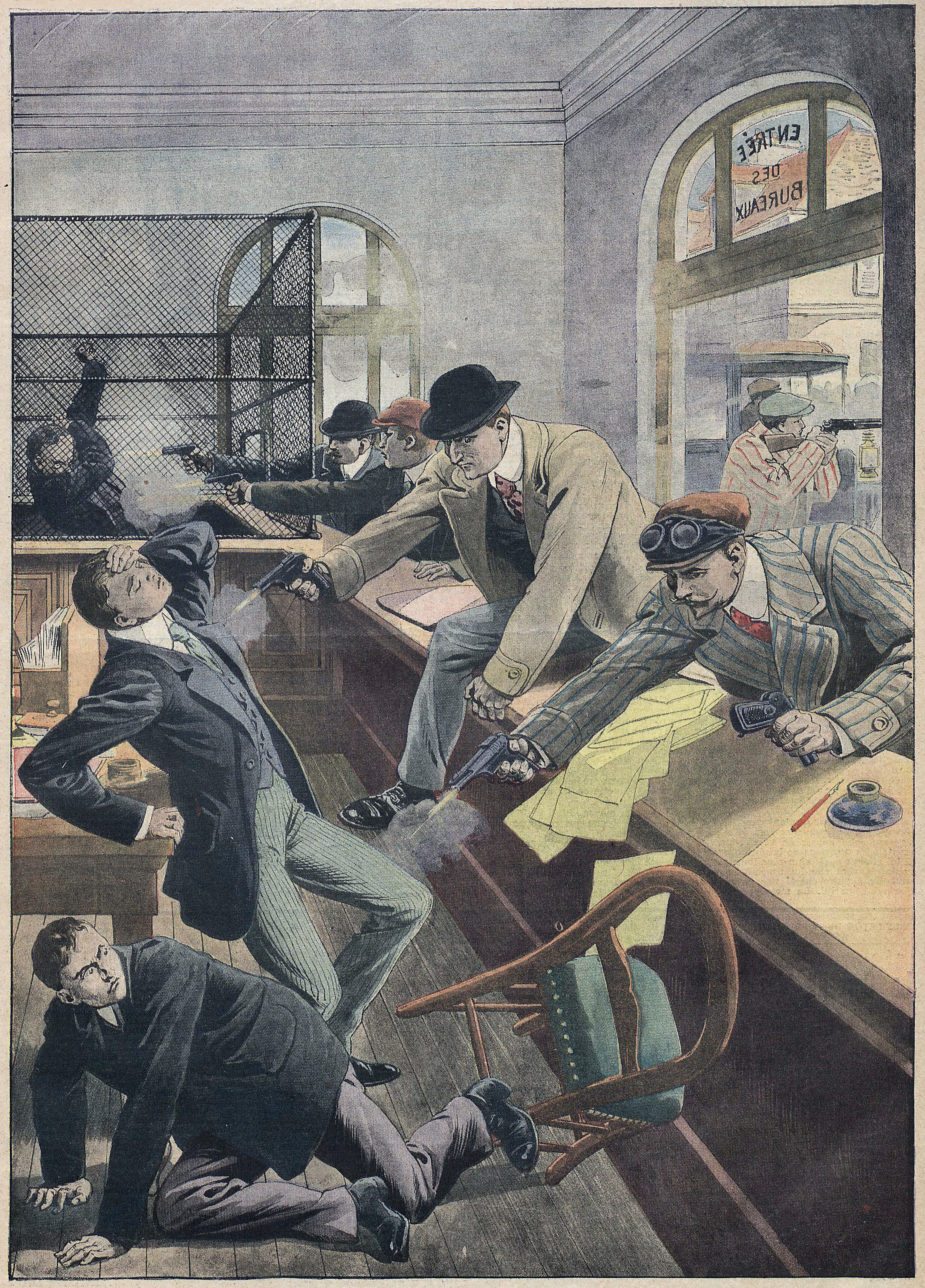
Der Überfall auf die Société Générale in Chantilly im März 1912, dokumentiert durch das Le Petit Journal

Im Jahre 1834 fand auf den Großen Wiesen von Chantilly das erste Pferderennen statt. Ab den 1840er Jahren zogen die Rennen Zuschauer aus allen Gesellschaftsschichten vor allem aus Paris an. Besonders der Bau der Eisenbahn 1859 verhalf den Rennen zu einem großen Publikumserfolg. Später wurde ein Bahnhof eröffnet, der speziell für die Zuschauer der Pferderennen gedacht war und der es erlaubte, dass an Tagen mit Pferderennen bis zu 20.000 Wettbegeisterte und Zuschauer kamen. Nach und nach wurden eine eigene Bahn und Tribünen errichtet, aus denen die heutige Rennbahn wurde. Vor dem Ersten Weltkrieg wurde eine Rekordzahl von 40.000 Menschen erreicht, die im Jahr 1912 den Prix du Jockey Club besuchten.
Um die Rennbahn wurden zahlreiche Rennställe für Rennpferde errichtet. Dieser neue Wirtschaftszweig förderte die Stadtentwicklung, neue Viertel wie Bois Saint-Denis entstanden. Lag die Zahl der Pferdetrainer in der Gemeinde 1846 bei 2 und jene der Stallburschen bei 17, so waren 1896 30 Trainer und 309 Stallburschen tätig. Viele Engländer waren in diesem Zweig beschäftigt: Jockeys, Stallburschen und Trainer stammten zu drei Vierteln aus England; sie bildeten eine Gemeinde, für die um 1870 eine eigene anglikanische Kapelle erbaut wurde.
Im Deutsch-Französischen Krieg wurde die Stadt von der preußischen Armee für fast ein Jahr besetzt. Der Großherzog von Mecklenburg und sein Generalstab quartierten sich im Kleinen Schloss ein. Seine Truppen beschlagnahmten den Großen Marstall; die Pferde musste in andere Gebäude ausweichen.
Gleichzeitig entwickelte sich die Sommerfrische: Aristokraten, Großbürger und Künstler siedelten sich in der Stadt an und bauten sich Villen und Schlösser in den umliegenden Gemeinden, etwa die Familie Rothschild in Gouvieux. Ebenso entstanden Luxushotels, wie das Hôtel du Grand Condé im Jahre 1908. Der Duc d’Aumale, letzter Herr der Stadt, förderte den Pferdesektor, die Ansiedlung der Engländer und die Entwicklung der Stadt. Zwischen 1876 und 1882 ließ er das Schloss wieder aufbauen und brachte hier seine Kunstsammlung, eine der bedeutendsten seiner Zeit, unter. Die Anwesenheit des Hochadels Europas in seinem Schloss (darunter Elisabeth von Österreich-Ungarn und der russische Großfürst Wladimir Alexandrowitsch Romanow) verlieh Chantilly noch mehr Glanz. 1898 wurde der Besitz dem Institut de France übergeben und der Öffentlichkeit geöffnet. Dies trug zur Attraktivität von Chantilly für Ausflügler bei: Das Schloss wurde in den ersten sechs Monaten nach seiner Öffnung von 100.000 Menschen besucht.
Der Reichtum zog auch die Gier von Verbrechern auf sich: so wurde am 25. März 1912 die Filiale der Société Générale in Chantilly durch die Bonnot-Bande überfallen, wobei zwei Angestellte getötet wurden.

### Erster Weltkrieg

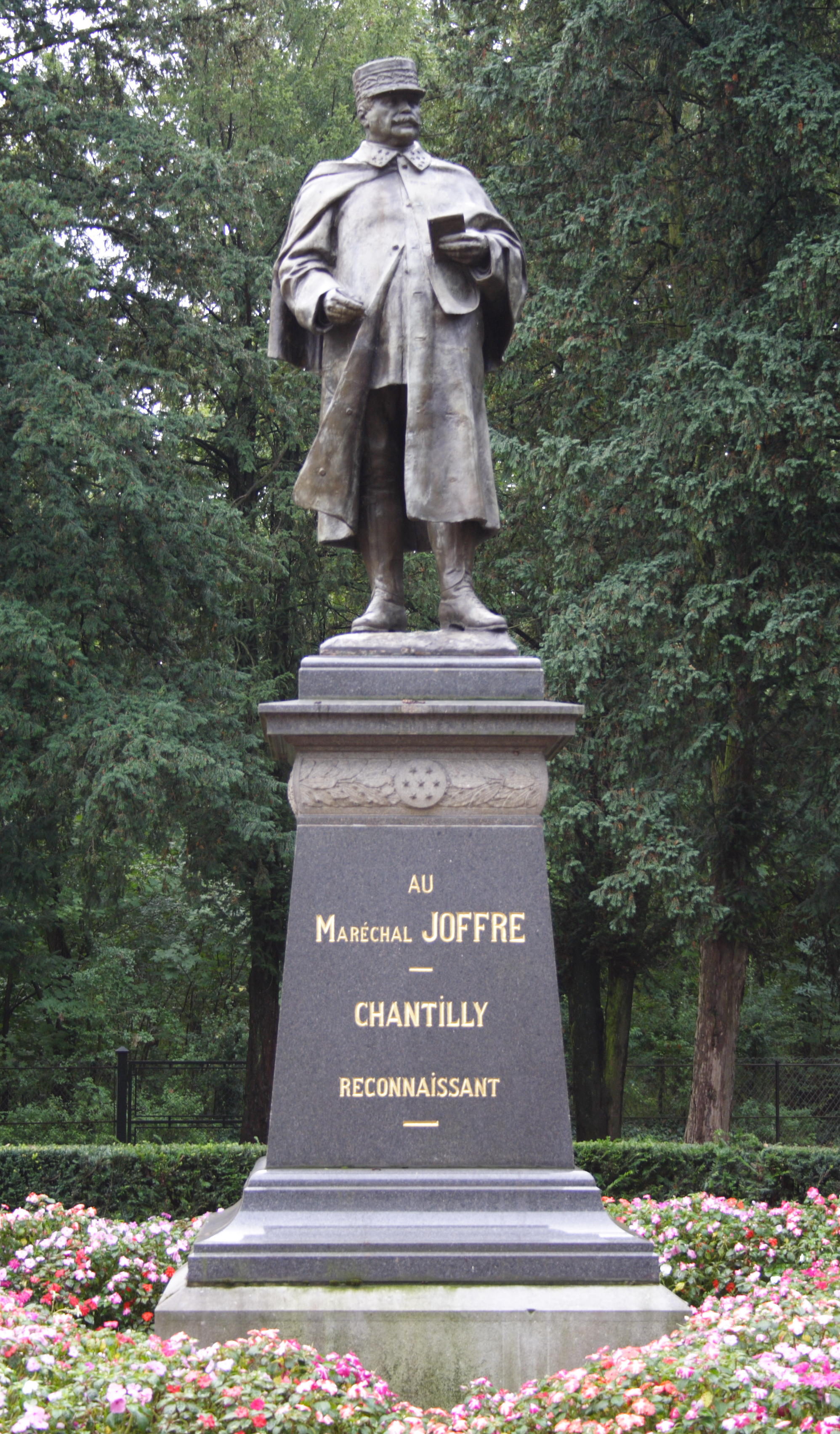
Denkmal für General Joffre auf dem nach ihm benannten Boulevard

Am 3. September 1914 marschierte die deutsche Armee in die Stadt ein, verließ sie aber bereits am Folgetag. Obwohl das Schloss besetzt wurde, wurde dort kein außergewöhnlicher Schaden angerichtet, wohingegen die Nachbarstädte Creil und Senlis Brände und Zerstörungen erleiden mussten. Französische Soldaten kamen am 9. September in die Stadt zurück. Nach der Schlacht an der Marne schlug General Joffre seinen Stab in Chantilly auf, weil er hier die Eisenbahnverbindung nach Paris nutzen konnte. Das französische Hauptquartier Grand quartier général (GQG) wurde im Hôtel du Grand Condé am 29. November 1914 mit 450 Offizieren sowie 800 weiteren Hilfskräften eingerichtet. Joffre wohnte einige hundert Meter entfernt in der Villa Poiret. Auf der Konferenz von Chantilly vom 6. bis 8. Dezember 1915 versammelten sich die Führer der alliierten Streitkräfte, um Pläne zu definieren und die Offensiven der Alliierten für das Jahr 1916 zu koordinieren. Im Dezember 1916 wurde das GQG nach Beauvais verlegt. Zwei Lazarette wurden im Hôtel Lovenjoul und im Pavillon Egler eingerichtet. Eine der drei Werkstätten für Tarnmaterial des 1. Pionierregiments wurde 1917 in speziellen Baracken neben der Rennbahn aufgebaut. Bis zu 1200 Frauen, aber auch 200 deutsche Kriegsgefangene und 200 annamitische Arbeiter wurden dazu eingesetzt, Leinwand zu bemalen, die zum Schutz von Artillerieeinheiten und Truppentransporten eingesetzt wurden.
In der Zwischenkriegszeit vergrößerte sich die Gemeinde im Jahre 1928 mit der Angliederung des von der Gemeinde Gouvieux abgetrennten Viertels Bois Saint-Denis. Ein Denkmal zu Ehren von General Joffre wurde 1930 in seiner Anwesenheit in der Straße, die bis heute seinen Namen trägt, eingeweiht.

### Zweiter Weltkrieg
Die deutsche Wehrmacht nahm Chantilly am 13. September 1940 in Beschlag und errichtete einen Stützpunkt am Ortsrand, wo bereits seit 1919 ein Flugfeld namens Chantilly-Gouvieux – Les Aigles der französischen Streitkräfte existiert hatte, das diese in den ersten neun Kriegsmonaten als Stützpunkt verschiedener Jagdgruppen, Groupe de chasse (GC) nutzten. Neben Verbindungsflugzeugen der Luftwaffe waren hier zeitweise auch deutsche Bomber stationiert, so im Juni/Juli 1941 die He 111H der I. Gruppe des Kampfgeschwaders 4 (I./KG 4). Airfield Y.65, so seine alliierte Codebezeichnung, wurde nach der Befreiung von Ende Dezember 1944 bis Anfang August 1945 durch die United States Army Air Forces ebenfalls noch für Verbindungsflüge benutzt.
Der Große Marstall wurde in einen Veterinär-Stützpunkt für die Pferde, die aus Deutschland gebracht wurden, umfunktioniert. Es wird geschätzt, dass während des Krieges hier etwa 4000 Pferde untergebracht wurden. Das Militärkommando wurde im Hôtel du Grand Condé eingerichtet. Nach dem Mord an einem Kollaborateur wurde der Priester der Pfarrei, Abbé Charpentier, der bereits 1943 anti-nazistische Predigten gehalten hatte, festgenommen und in das KZ Mauthausen deportiert. Er starb dort am 7. August 1944. Am 30. Mai 1944 bombardierten die alliierten Streitkräfte den Viaduc de la Canardière. Am 31. August 1944 befreiten amerikanische Truppen die Stadt und schlugen das Kommando der 8. US-Luftflotte im Hôtel du Grand Condé auf.

### Nach 1945
Nach dem Zweiten Weltkrieg entstanden am Nordrand der Stadt einige neue Wohnviertel. Zudem wurden einige der Gebäude und Villen im Stadtzentrum in Wohnviertel umgebaut, Pferdeställe wurden abgerissen, um Platz für den Wohnungsbau zu schaffen. Neue Einwohner, die im Großraum Paris arbeiteten, siedelten sich in Chantilly an und nutzten den entstandenen Wohnraum. Gleichzeitig dazu verlor die Stadt fast alle ihre Betriebe des produzierenden Gewerbes; die Guilleminot-Werke wurden im Jahr 1992 stillgelegt. Neue Einrichtungen wurden gebaut, wie etwa ein Lycée 1961 und ein Collège 1979.

## Politik und Verwaltung

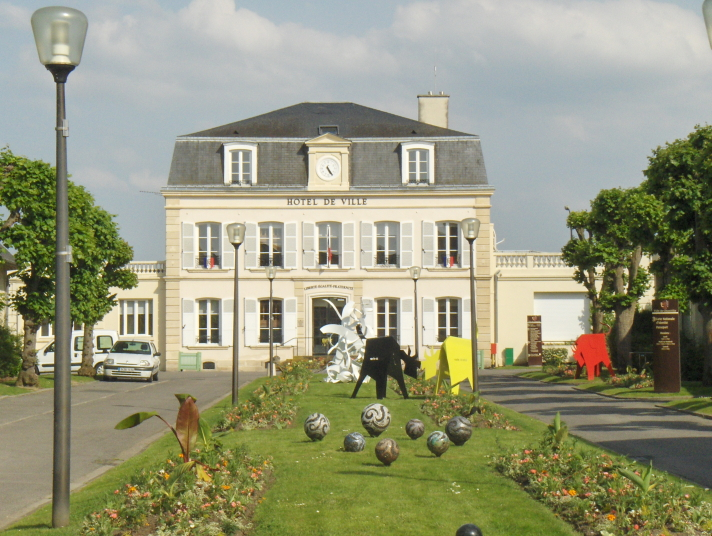
Das Rathaus (Hôtel de ville), auch Sitz des Gemeindeverbandes Aire Cantilienne

Chantilly gehört zum 1994 gegründeten Gemeindeverband Aire Cantilienne. Der Sitz dieses Verbandes befindet sich in Chantilly und der Bürgermeister der Stadt ist auch ihr Präsident. Auf der Ebene des Verbandes werden die Abfallbehandlung, der Bau von Radwegen, der Bau und Betrieb des Schwimmbades und der Aufbau eines Besucherzentrums organisiert. Chantilly ist auch Mitglied des Pays du Sud de l’Oise, in dem sich die Gemeinden des Valois und der Regionen von Senlis und Chantilly zusammengeschlossen haben.
Ferner ist Chantilly Mitglied in Stromverbund des Départements Oise, im Verbund des öffentlichen Verkehrs der Oise, im lokalen Wasserverbund der Nonette, Aunette und Launette sowie im Gemeindeverbund Umweltbildung der Oise.

### Politik
Das politische Leben von Chantilly ist traditionell konservativ geprägt. Bei den Parlamentswahlen von 2007 wurde der Kandidat der konservativen UMP mit 66 % bereits im ersten Wahlgang bestimmt. Der gleiche Kandidat war 2002 bereits mit 60 % im ersten und 72 % im zweiten Wahlgang gewählt worden. Bei den Präsidentschaftswahlen 2007 vereinigte Nicolas Sarkozy 67 % der Stimmen im zweiten Wahlgang auf sich, während er im ersten Wahlgang 43 % der Stimmen (gegenüber 20 % für François Bayrou) erreicht hatte. 2002 hatte Jacques Chirac 27 %, Jean-Marie Le Pen 19,5 % und Lionel Jospin 12,6 % erreicht.
Bei den Kommunalwahlen 2008 erreichte die Liste des Bürgermeisters Éric Woerth 65,4 % der Stimmen, gegenüber 32 % der Stimmen für eine linksgerichtete Liste. 2001 waren vier Listen angetreten, die konservative Liste hatte 62 % der Stimmen erhalten. In den Kantonalwahlen von 2004 erhielt der Kandidat der UMP etwa 47 % der Stimmen, womit der Generalrat von der Linken besetzt wurde. Die Regionalwahlen 2004 entschieden in der Picardie die linksgerichteten Kräfte für sich, wenngleich die Konservativen in Chantilly 53,5 % der Stimmen für sich verbuchen konnten.
Die Einwohner von Chantilly stimmten beim Referendum über die europäische Verfassung im Jahr 2005 mit 57 % mit Ja. 53 % hatten 1992 den Maastricht-Vertrag befürwortet. Bei der Europawahl 2009 erreichte die Liste UMP-Nouveau Centre 40,5 % der Stimmen, gegenüber 14 % für Europe Écologie und 10 % für die PS.

### Budget und Steuern
Das Gemeindebudget 2008 betrug 20,5 Millionen €. Davon waren 13,7 Millionen für laufende Ausgaben bestimmt und 6,7 Millionen für Investitionen. 56 % der laufenden Ausgaben wurden für das Personal aufgewendet. 554.000 € gingen als Subventionen an lokale Vereine. Die größte Investition 2008 (2,1 Millionen €) war der Umbau des alten Schwimmbads in ein Freizeitzentrum mit Musikschule. Die Gemeinde trieb 5,3 Millionen € in Form von Steuern ein und erhielt 4 Millionen € vom Staat.
Die Gemeinde erhebt eine Wohnungssteuer von 10,65 % (gegenüber einem französischen Durchschnitt von 14,5 %), eine Grundsteuer für bebautes Land von 14,37 % (französischer Durchschnitt 18,71 %), eine Grundsteuer für nicht bebautes Land von 30,83 % (französischer Durchschnitt 44,75 %) und eine Gewerbesteuer von 14,66 % (französischer Durchschnitt 15,53 %).

### Städtepartnerschaften
- Watermael-Boitsfort in der Region Brüssel-Hauptstadt am Rande des Zonienwaldes. Ein Park in Chantilly trägt den Namen dieser Partnerstadt.[60]
- Überlingen am Bodensee in Baden-Württemberg. Diese Partnerschaft besteht seit 1984.[61]
- Epsom and Ewell in der Grafschaft Surrey ist ebenfalls ein bedeutendes Zentrum für Pferderennen. Seit 1995 ist sie Partnerstadt von Chantilly.[62]

Das Schloss Chantilly hat einen Freundschaftsvertrag mit der Burg Himeji in Japan abgeschlossen.

## Wirtschaft
Von den 5888 Personen im erwerbsfähigen Alter arbeiteten 2006 rund 41 % außerhalb des Départements Oise, die meisten in Paris oder im Gebiet um den Flughafen Charles-de-Gaulle, mit leicht steigender Tendenz. Ebenfalls in Paris arbeiten 7000 Bewohner des Kantons Chantilly. Nur 31 % arbeiten in der Gemeinde selbst. Das Gymnasium Lycée Jean Rostand und das EDI informatique haben knapp 250 Beschäftigte. Am 1. Januar 2007 gab es 801 Unternehmen in Chantilly. Die Arbeitslosigkeit liegt in Chantilly mit 8,4 % leicht unter jener der Oise (10,7 %). Die Wirtschaft von Chantilly beruht maßgeblich auf Pferderennen und Tourismus. 

### Rennställe

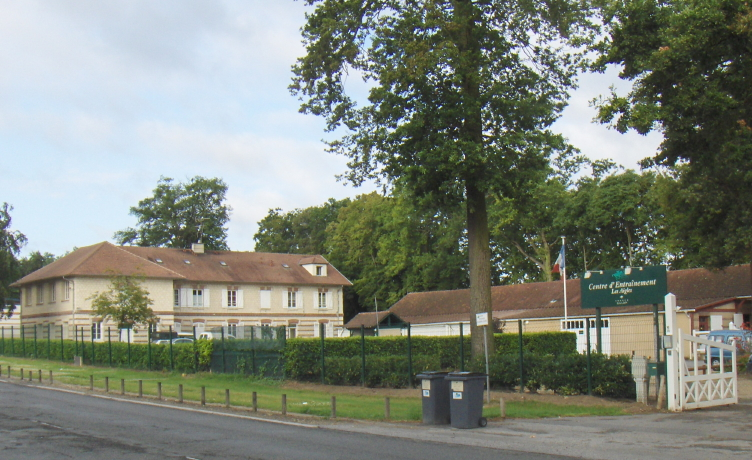
Centre d’entraînement des Aigles zwischen Chantilly und Gouvieux

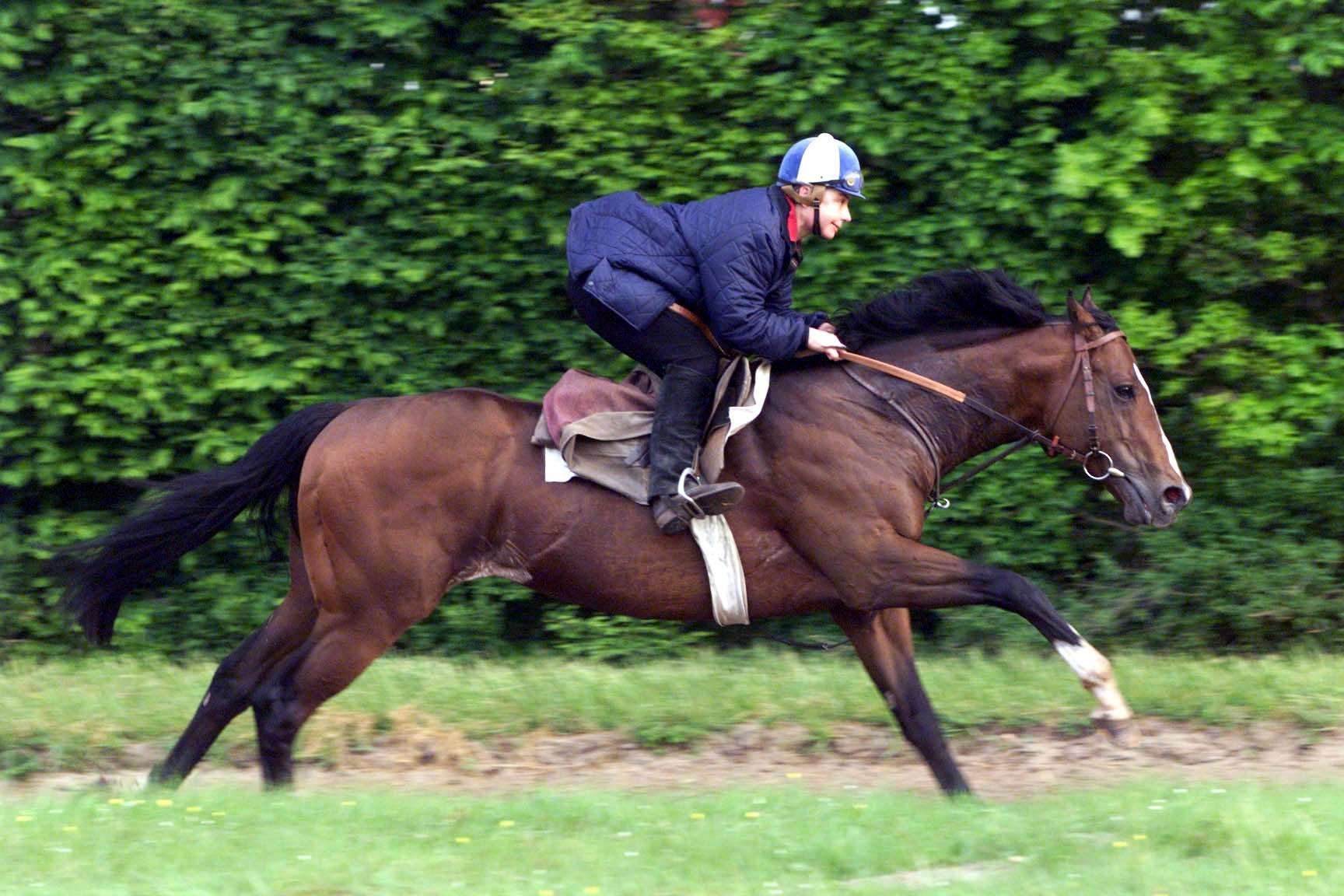
Rennpferd beim Training auf einem Sandweg im Wald von Chantilly

Chantilly und seine Umgebung sind ein wichtiges Zentrum für den französischen Pferderennsport. In den Rennställen von Chantilly standen 2023 über 3.000 englische Vollblutpferde. Zusammen mit den anderen großen französischen Rennsport-Zentren in Maisons-Laffitte, Deauville, Pau, La Teste, Callas und Moulins ergibt sich eine Gesamtzahl von rund 9.800 Rennpferden in Frankreich. Der Pferdesektor beschäftigt in Frankreich insgesamt rund 77.000 Menschen, davon etwa 2.000 in und um Chantilly (2008).
In Chantilly und den Nachbargemeinden Lamorlaye, Gouvieux, Coye-la-Forêt und Avilly-Saint-Léonard befinden sich rund 80 Rennställe mit 150 Jockeys. Zu den bekannten Trainern gehören Freddy Head, Pascal Bary, André Fabre, Marcel Rolland, Francis-Henri Graffard, Alain de Royer-Dupré, sowie der Ex-Fußballer Markus Münch. Karim Aga Khan IV. besitzt einen bekannten Rennstall. Bekannte Jockeys sind Mikael Barzalona, Christophe Soumillon, Olivier Peslier, Maxime Guyon und Pierre-Charles Boudot.
France Galop betreibt mehrere Ställe auf einer Gesamtfläche von 1.900 Hektar. Dazu gehört das Centre d’entraînement des Aigles in Gouvieux mit 220 Hektar und 40 Trainern. Die Ställe in Lamorlaye und Coye-la-Forêt umfassen 60 Hektar und beschäftigen 30 Trainer, in Avilly-Saint-Léonard stehen 15 Hektar zur Verfügung.
Für das Training der Rennpferde betreibt France Galop ein großes, nicht eingezäuntes Reitwegenetz, das während der Trainingszeiten nicht betreten werden darf. Der Wald von Chantilly verfügt über 47 Kilometer Rasenwege. Außerdem gibt es eine zwölf Kilometer lange Hindernisstrecke, 120 Kilometer Sandwege und eine Trainingsstrecke mit einem Belag aus gebundenem Sand. Die Sandwege werden ganzjährig für das Training genutzt.
Zur Infrastuktur für die Pferderennen gehören Futtermittel-Handlungen, Pferdetransport-Unternehmen, Tierkliniken, Hufschmiede, Sattler und Pferdehändler. Die Ausbildungsstätte Le Moulin à vent (AFASEC) hat ihren Sitz in Chantilly und bildet 185 Reiter und Reiterinnen aus. Auch soll eine Biogasanlage für den Pferdemist gebaut werden.

### Hippodrome de Chantilly
Die Rennbahn von Chantilly (fr. Hippodrome de Chantilly) ist eine Grasbahn für Flachrennen. Sie führt jährlich 25 Veranstaltungen mit 197 Rennen durch, darunter die prestigeträchtigen Prix du Jockey Club und Prix de Diane. 
Chantilly ist eine der sechs Rennbahnen um Paris, die von France Galop betrieben werden. Eigentümer der Rennbahn ist das Institut de France. Die Rennbahn war aufgrund ihres schlechten Zustands zeitweise von der Schließung bedroht, bis sich die Stadtverwaltung von Chantilly, die Communauté de communes de l’Aire Cantilienne, der Conseil général de l’Oise, der Conseil régional de Picardie, France Galop, das Institut de France und Prinz Karim Aga Khan IV. auf eine Investition von 24 Millionen Euro einigten, um die Bahn zu renovieren. Die Arbeiten wurden 2007 abgeschlossen und umfassten die Modernisierung der Tribünen, eine neue Präsentationsfläche, ein neues Waagengebäude, in dem die Jockeys gewogen werden, und neue Parkplätze. Die Rennbahn wird nun von 40.000 Personen pro Jahr besucht. Man plant den Bau einer Bahn aus gebundenem Sand, was es erlauben würde, Rennen zu jeder Jahreszeit abzuhalten; so könnte man bis zu 39 Veranstaltungen pro Jahr durchführen.

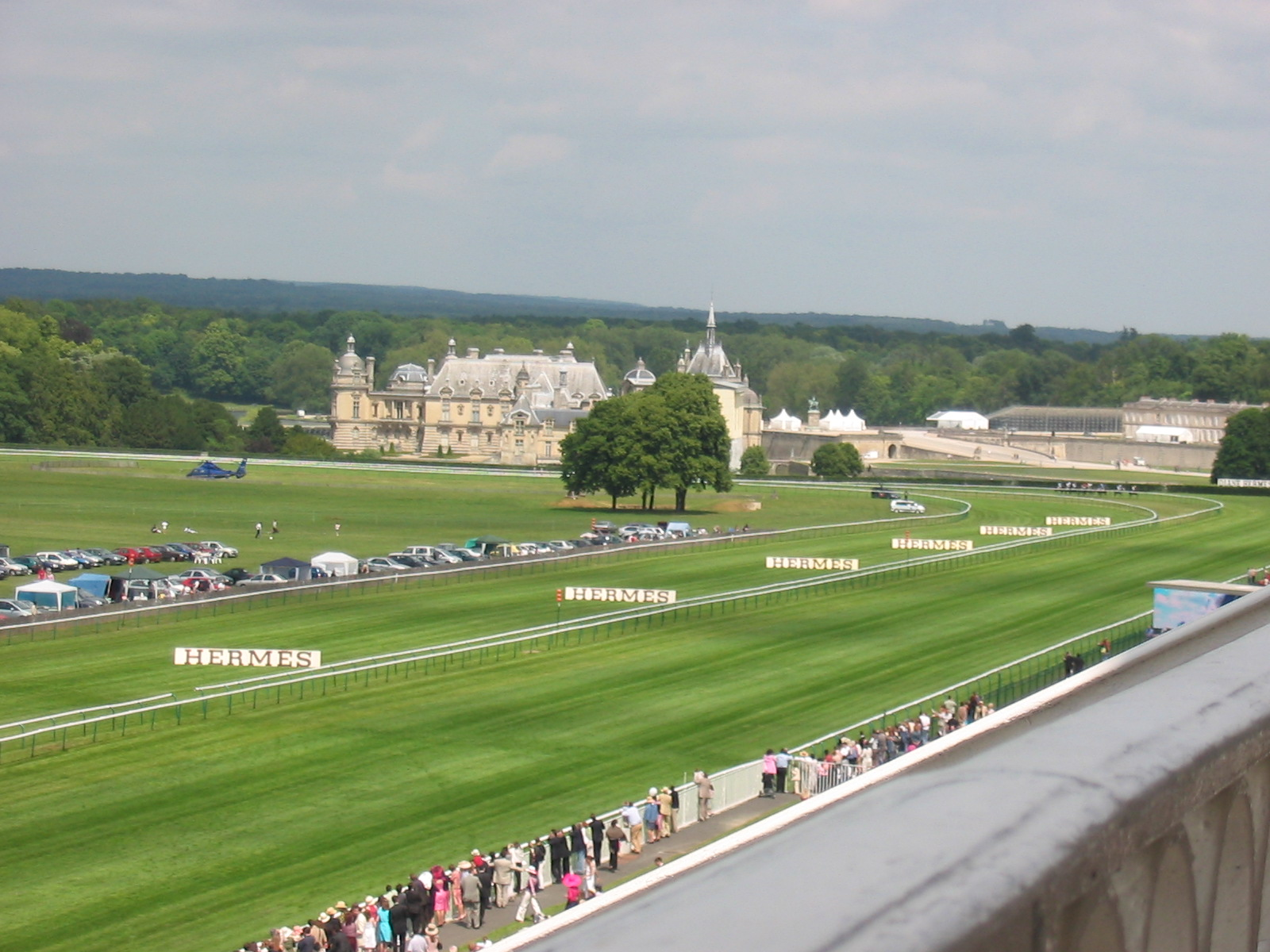
Rennbahn, Prix de Diane, 2004

In Chantilly werden folgende wichtige Rennen ausgetragen:
| Monat    | Rennen                        | Distanz | Alter/Geschlecht     | Gruppe |
| -------- | ----------------------------- | ------- | -------------------- | ------ |
| Juni     | Prix du Jockey Club           | 2 100 m | 3-jährige            | I      |
| Juni     | Prix de Diane                 | 2 100 m | 3-jährige Stuten     | I      |
| Mai/Juni | Prix du Gros-Chêne            | 1 000 m | 3-jährige und ältere | II     |
| Mai/Juni | Prix de Sandringham           | 1 600 m | 3-jährige Stuten     | II     |
| Mai/Juni | Grand Prix de Chantilly       | 2 400 m | 4-jährige und ältere | II     |
| Juli     | Prix Robert-Papin             | 1 200 m | 2-jährige            | II     |
| Oktober  | Critérium de Maisons-Laffitte | 1 200 m | 2-jährige            | II     |

Aufgrund von Umbauarbeiten auf Frankreichs größter Rennbahn in Longchamp fand 2016 und 2017 mit dem Prix de l’Arc de Triomphe eines der weltweit wichtigsten Rennen in Chantilly statt. Der Prix de Chantilly, der ehemals Anfang September in Chantilly ausgetragen wurde, heißt heute Prix Niel, ist ein Gruppe-II-Rennen und wird in Longchamp ausgetragen.

### Tourismus
Chantilly ist ein bedeutender Touristenmagnet im Norden von Paris, was die Stadt vor allem den historischen Gebäuden und Anlagen verdankt. Das Schloss Chantilly wurde im Jahr 2007 von 258.850 Besuchern frequentiert, das Pferdemuseum hatte im selben Jahr 148.807 Besucher. In Spitzenzeiten befinden sich in den Besitztümern von Chantilly gleichzeitig 20.000 Besucher. Ebenfalls beliebt ist der Wald von Chantilly. Je nach Quelle wird er jedes Jahr von 1,7 Millionen bis 4,3 Millionen Menschen besucht, womit er zu den am stärksten frequentierten Wäldern in der Region von Paris zählt. Die meisten Besucher von Chantilly sind Tagestouristen. Weniger als 15 % davon kommen, im Unterschied zu anderen Zielen wie Versailles oder Fontainebleau, aus dem Ausland.
Im Jahr 2005 wurde, angesichts von Managementproblemen aufseiten des Institut de France, die Einrichtung einer Stiftung für den Erhalt der wichtigsten Teile des Besitztums, des Schlosses, des Parks und des Marstalls, beschlossen. Die Fondation pour la sauvegarde et le développement du domaine de Chantilly wurde auf Initiative und mit finanzieller Unterstützung von Karim Aga Khan IV. gegründet. Ihre Aufgabe ist es, den Besitz wirtschaftlich weiterzuentwickeln, den Tourismus zu fördern und gleichzeitig seinen Erhalt sicherzustellen.
Ein weiterer Tourismuszweig in Chantilly ist der Geschäftstourismus. Die Nähe zu Paris, dem Flughafen und seine Ausstattung mit Hotels machen die Stadt zu einem attraktiven Ziel für Unternehmensseminare (mehr als 2000 pro Jahr). Chantilly und seine nähere Umgebung verfügt über drei Vier-Sterne-Hotels (das Dolce in Vineuil-Saint-Firmin, das Montvillargenne in Gouvieux und das Mont-Royal etwas weiter in La Chapelle-en-Serval) und vier Drei-Sterne-Hotels. In der Nachbargemeinde Gouvieux befindet sich ein Seminarzentrum, eine Zweigstelle der Beratungsfirma Capgemini. Die verschiedenen Seminarangebote in der Region werden unter der Marke Destination Chantilly vermarktet. Ein weiteres Vier-Sterne-Hotel wird im Moment im Stadtzentrum, in der Rue du Connétable, genau neben der Jeu-de-Paume-Halle, unter Führung von Aga Khan, erbaut. Eine weitere Luxusherberge in der Gemeinde Avilly-Saint-Léonard ist in Planung.
Chantilly ist eines der wichtigsten Tourismuszentren im Süden der Oise und des Naturparkes Parc naturel régional Oise-Pays de France. Rund um die Stadt befinden sich historische Denkmäler wie die mittelalterliche Stadt Senlis und seine Kathedrale, das Kloster Chaalis, das Kloster Saint-Jean-Baptiste du Moncel und Kloster Royaumont in elf Kilometer Entfernung oder die Kirche Saint-Nicolas de Saint-Leu von Saint-Leu-d’Esserent. Naturschutzgebiete wie der Wald von Halatte und der Wald von Ermenonville, der Park von Ermenonville oder Vergnügungsparks wie La Mer de sable und Parc Astérix befinden sich ebenfalls unweit Chantilly.

## Sehenswürdigkeiten und Baudenkmäler
Chantilly bekam am 13. Februar 2007 den Titel Stadt der Kunst und der Geschichte verliehen. Es wurde mit dem Kulturministerium eine Vereinbarung unterzeichnet, laut welcher Chantilly Maßnahmen zur Belebung und Werterhöhung ergreifen muss. So wurde etwa eigens eine Fremdenführerin angestellt.

### Schloss Chantilly und Großer Marstall

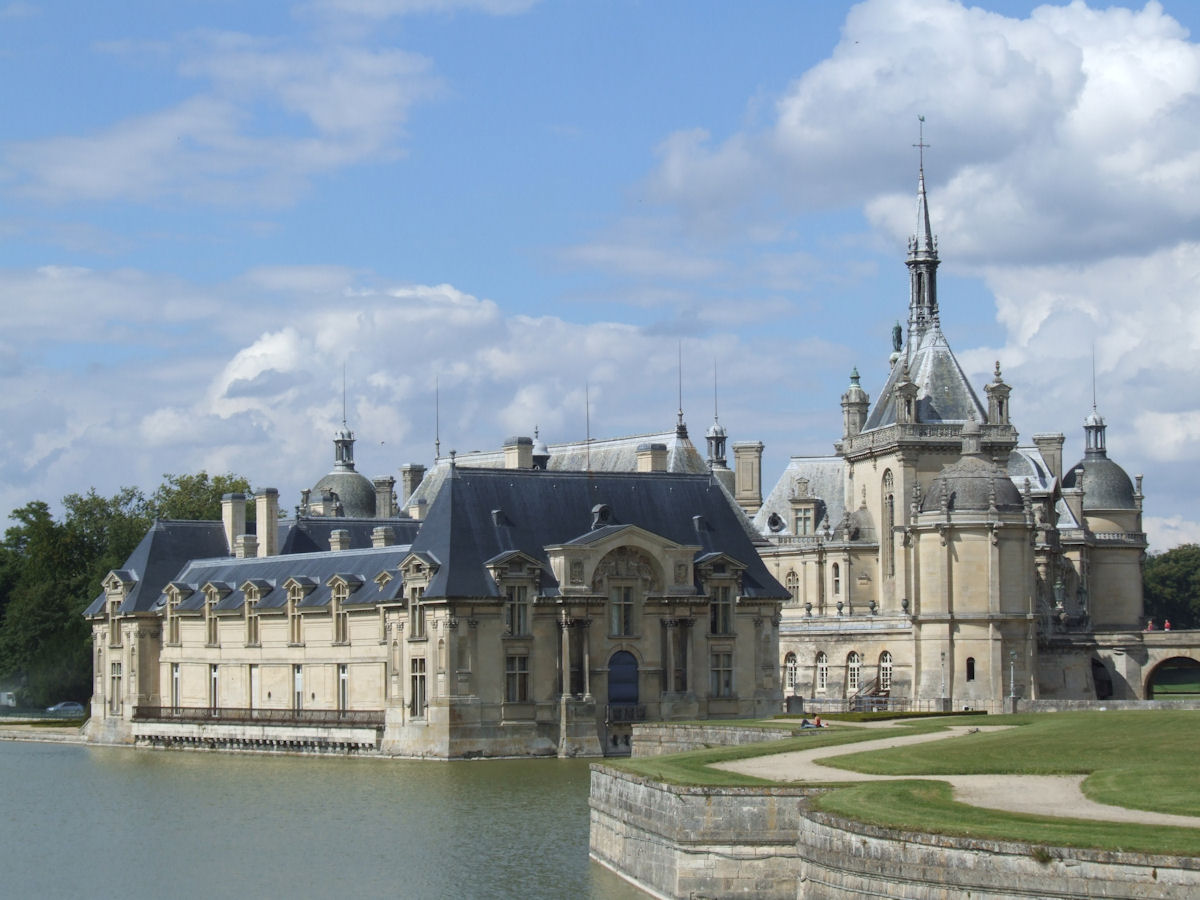
Das Schloss Chantilly mit dem Kleinen Schloss im Vordergrund

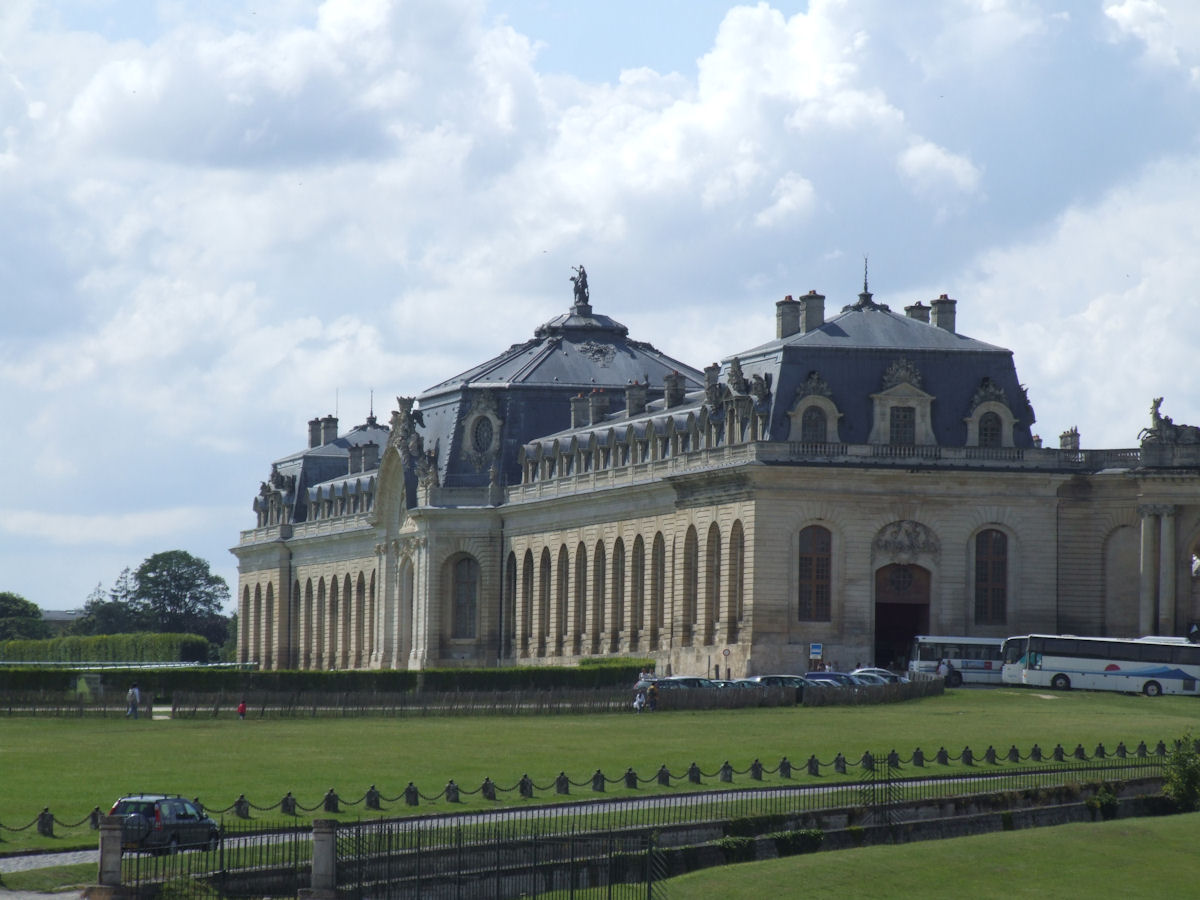
Der Große Marstall

Das Schloss Chantilly wurde von den Montmorency gebaut und diente später als Residenz der Condé und des Herzoges von Aumale, der es dem Institut de France vermachte. Das Schloss besteht aus zwei Teilen: das Kleine Schloss (Petit Château) und das Neue Schloss (Château Neuf). 
Das kleine Schloss wurde im Jahr 1560 von Architekt Jean Bullant für den Connétable Anne de Montmorency errichtet. Die Inneneinrichtung der großen Wohnräume geht auf das 18. Jahrhundert zurück und stammt von Künstlern wie Jean Aubert, Christophe Huet oder Jean-Baptiste Oudry. Die kleinen Wohnräume wurden im 19. Jahrhundert neu ausgestattet und liegen im Erdgeschoss. 
Das neue Schloss wurde von dem Architekten Honoré Daumet zwischen 1876 und 1882 gebaut und nimmt den Platz jener Schlossteile ein, die zu Beginn des 19. Jahrhunderts zerstört worden sind. Es beherbergt die Bildergalerie, die Bibliotheken und die Kapelle. Eine Galerie, von dem Architekten Félix Duban in den 1840er Jahren erbaut, verbindet die beiden Gebäude.
Die Schlossanlage ist von einem Park umgeben, der 155 Hektar umfasst, davon 25 Hektar Wasser. Man unterscheidet die Großen Gärten (Grands Parterres), die von André Le Nôtre geplant wurden, der englisch-chinesische Garten, der zwischen 1772 und 1774 angelegt wurde und in dessen Zentrum sich der Hameau de Chantilly befindet, der englische Garten, der im Jahr 1817 um den Venustempel im Westen eingerichtet wurde und, an der Grenze zum Wald, der Parc de la Cabotière und der Parc de Sylvie.
Schloss Chantilly beherbergt das Musée Condé mit Frankreichs nach dem Louvre zweitgrößter Sammlung alter Malerei. Das Museum besitzt zudem eine Sammlung von 1300 Handschriften, darunter die Très Riches Heures. Die Handschriftensammlung vermachte Herzog von Aumale dem Institut de France, dabei verfügte er, dass die Sammlung weder verändert noch verliehen werden darf, damit sie für immer in Chantilly bleibt.
Im Großen Marstall befindet sich ein Pferdemuseum, das Musée du Cheval. Der Große Marstall wurde zwischen 1790 und 1840 von Jean Aubert erbaut und ist 186 m lang. Seine Kuppel von 38 m hoch. Das Gebäude bot Platz für 240 Pferde und 500 Hunde, die für die Parforcejagd verwendet wurden. Auf dem Reitplatz finden täglich Dressur-Vorstellungen statt. Reitveranstaltungen werden regelmäßig unter der großen Kuppel organisiert.
Ursprünglich war die Porte Saint-Denis als Teil eines Pavillons geplant, der gegenüber der überdachten Reithalle errichtet werden sollte. Er hätte der aufstrebenden Stadt einen monumentalen Eingang verschafft. Nach dem Tod von Louis IV. Henri im Jahr 1740 wurden die Arbeiten jedoch eingestellt und der Pavillon blieb unvollendet. Ihren Namen verdankt die Porte Saint-Denis der nahegelegenen Abtei von Saint-Denis, die früher der Eigentümerin des Grundstücks war.

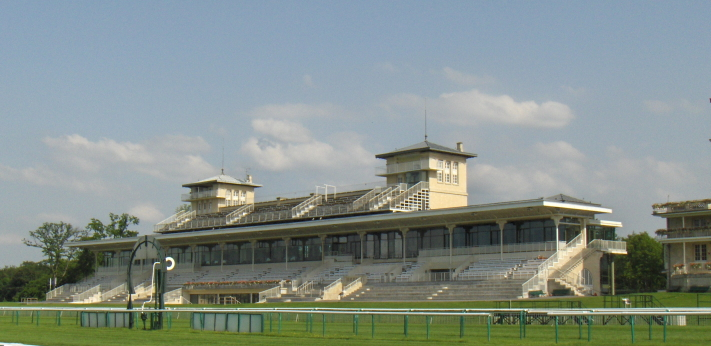
Rennbahn-Tribünen

### Rennbahn und Umgebung
Die Rennbahn von Chantilly wurde am 15. Mai 1834 eröffnet. Die heutige Bahnführung stammt aus dem Jahre 1879. Die großen Tribünen erbaute 1881 Honoré Daumet. Sie gehören zu den ältesten Rennbahntribünen Frankreichs und stehen unter Denkmalschutz. Charles Girault erbaute 1891 das alte Waagengebäude, der Architekt Saint-Ange 1911 die Tribüne des Komitees und die alte Tribüne des Prinzen.
Die Rennbahn trennt das Waldstück Bois Bourillon vom Wald von Chantilly. Es ist nach einem Burillon, dem Eigentümer im 16. Jahrhundert, benannt. Seit 1841 befindet sich in seiner Mitte ein Friedhof, der nach einer Schenkung von Königin Maria Amalia eingerichtet wurde. Dort befinden sich zahlreiche Gräber von berühmten Personen; ein Abschnitt ist für die seit dem 19. Jahrhundert in der Gemeinde lebenden Engländer reserviert und ein weiterer für polnische Offiziere. Paul Cézanne hat den Bois Bourillon bei seinem Besuch in der Stadt 1888 in einem Bild verewigt.
Die unmittelbar neben der Rennbahn gelegene Chapelle Sainte-Croix, auch La mère Mary genannt, ist eine der sieben Kapellen (Saint-Pierre, Sainte-Croix-en-Jérusalem, Saint-Jean, Saint-Paul, Saint-Laurent, Saint-Sébastien, Notre-Dame), die Anne de Montmorency zwischen 1534 und 1538 erbauen ließ. Im 19. Jahrhundert lebte und arbeitete Mère Mary mit ihrer Familie in der Kapelle; Mère Mary war in Chantilly zuweilen als Amme tätig. Die Kapelle behielt fortan den Namen Mère Mary. Bei Pferderennen dient sie den Jockeys als Orientierungspunkt: wer beim Passieren der Kapelle das Feld anführt, hat die größten Chancen, das Rennen zu gewinnen. In der Nähe der Kapelle befindet sich eine Säule, die zum Gedenken an die Gefängnisinsassen errichtet wurde, die während der Terrorherrschaft im Schloss umkamen und neben der Kapelle begraben wurden.

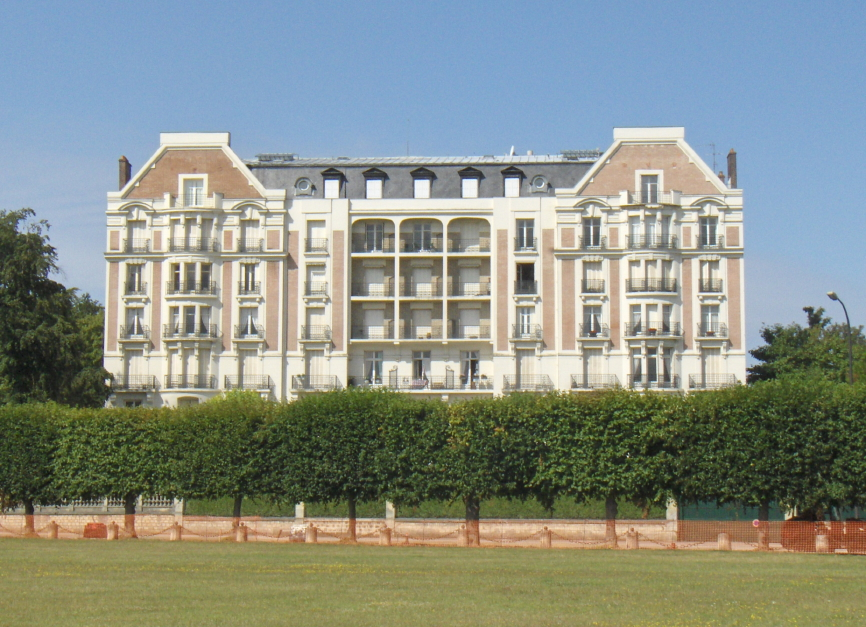
Blick über die Großen Wiesen auf das Hôtel du Grand Condé

Nördlich der Pferderennbahn schließen sich die Großen Wiesen ('La Pelouse') an. Früher bedeckte das Grasland das gesamte Areal der Pferderennbahn. An der Nordseite der Großen Wiesen liegt das ehemalige Hôtel du Grand Condé, das der Architekt Charles Holl im Jahr 1908 erbaute. Es gehörte zur Hotelkette Ruhl und verfügte auf sechs Stockwerken über 100 Zimmer mit Bad und Telefon, eine Bar, ein Restaurant mit Terrasse und Sicht über die Großen Wiesen. König Georg V. wohnte dort mehrmals. Von 1914 bis 1916 diente es als Generalhauptquartier, während des Zweiten Weltkrieges wurde es zunächst von der deutschen und später von der amerikanischen Armee beschlagnahmt. Im Jahr 1948 wurde es zu Wohnzwecken verkauft.

### Rue du Connétable

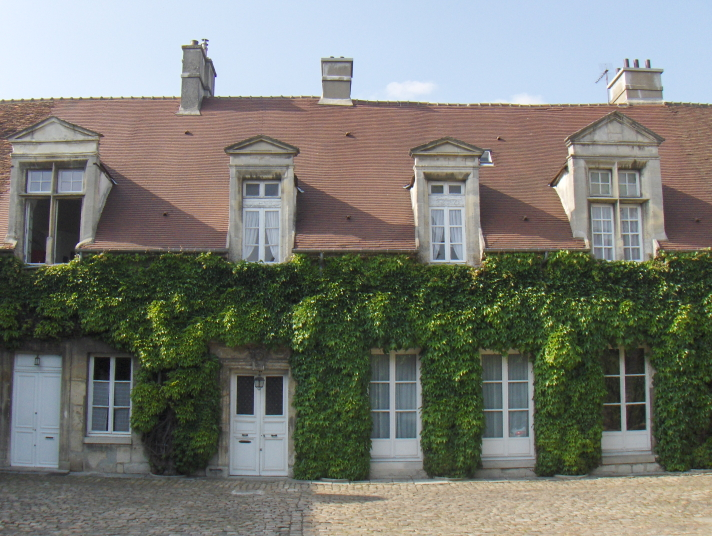
Das Hôtel de Beauvais, gebaut 1539

Der Stadtkern von Chantilly entwickelte sich um die Rue du Connétable. Hier befinden sich zahlreiche historisch interessante Bauwerke. Das Hôtel de Beauvais ist das älteste Haus der Stadt. Es wurde 1531 von Anne de Montmorency errichtet, um seinen Jagdführer und später den Verwalter seiner Besitzungen zu beherbergen. Nach der Gründung der Pfarrei diente ein Teil des Gebäudes als Wohnung für den Priester bis in das Jahr 1724, als neben der Pfarrkirche ein eigenes Pfarramt gebaut wurde. Im Jahre 1777 wurde es unter den Prinzen von Condé das Gericht, diente als Gefängnisbüro und als Sitz des Notars der Stadt. 1790 wurde es das erste Bürgermeisteramt der Gemeinde. Heute ist es in privatem Besitz.
Das Hôtel Quinquempoix, unweit des Hôtel de Beauvais gelegen, wurde im Jahr 1553 gebaut und befindet sich heute in der Rue du Connétable. Es diente zunächst als Unterkunft für den Schildknappen des Connétable und später als Wohnort der Handwerker des Besitzes. Kurz vor der Revolution wurde hier eine Kunstschule eingerichtet. Später wurde es stark umgebaut. Das Hôtel d’Andigné de la Chasse wurde ab 1790 in der Mitte eines Gartens für den Bischof von Chalon-sur-Saône gebaut. Im Jahre 1850 kaufte es die Gemeinde mit finanzieller Hilfe des Duc d’Aumale zurück, um hier das Rathaus einzurichten. Das Rathaus zog 1937 in sein heutiges Gebäude um. Das Hôtel d’Andigné de la Chasse beherbergt heute Veranstaltungssäle.
Das Hôtel Lovenjoul wurde 1730 von Jean Aubert errichtet. Es befindet sich in der Nähe der Maisons des Officiers, in der Rue du Connétable. Nachdem es 1906 in den Besitz des Institut de France übergegangen war, beherbergte es zunächst die Bibliothek des Grafen Spoelberch de Lovenjoul, die aus 1400 Manuskripten von Schriftstellern des 19. Jahrhunderts und von Drucken, die ebenfalls dem Institut vermacht worden waren, bestand. Der bibliophile Georges Vicaire wurde ihr erster Konservator. 1987 wurde die Sammlung in das Institut de France in Paris überführt und das Gebäude verkauft. Seit 1989 steht es unter Denkmalschutz.

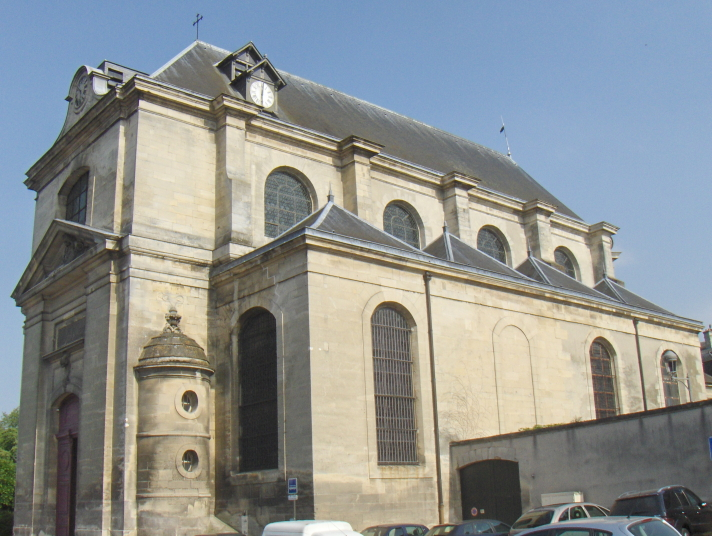
Die Église Notre-Dame de l’Assomption

Die heute unter Denkmalschutz stehende Kirche Église Notre-Dame de l’Assomption wurde zwischen 1687 und 1681 nach Plänen von Jules Hardouin-Mansart und unter Führung von Pierre Gittard erbaut. Sie steht am Ostende der Rue du Connétable. Sie wurde am 13. März 1692 geweiht. 1724 wurden Seitenschiffe angebaut, und ein Joch im Längsschiff hinzugefügt. Im Jahre 1854 wurde im rechten Seitenschiff ein Denkmal eingerichtet, wo die Herzen der Prinzen von Condé untergebracht wurden, die in der alten Kapelle des Schlosses nach der Revolution nicht bleiben konnten. Im Jahr 1883 wurden sie in die neue Kapelle des Schlosses überführt.
Der etwas nördlich der Rue du Connétable befindliche Potager des Princes entspricht dem alten Garten und der alten Fasanerie des Schlosses und wurde 1682 erbaut. Im Jahr 1773 ließ Ludwig V. Joseph die Fasanerie in einen römischen Pavillon, auch Salon der Erfrischung genannt, umbauen. Nach der französischen Revolution wurde der Potager des Princes von den restlichen Besitztümern abgetrennt und verkauft. Er diente in der Folge als Büro einer Pferdeklinik. Das Ensemble steht seit 1975 unter Denkmalschutz, wurde von Yves Bienaimé renoviert und ist der Öffentlichkeit seit 2002 zugänglich.
Der Pavillon Egler ist ein altes Gebäude, das am Ende des 19. Jahrhunderts im Stil Ludwigs XIII. erbaut wurde und wo ab 1912 die städtische Mädchenschule untergebracht war. Im Ersten Weltkrieg diente es als Militärkrankenhaus. Heute sind hier ein Kulturzentrum und das Heimatmuseum Musée du patrimoine et de la dentelle untergebracht.

### Industriedenkmäler

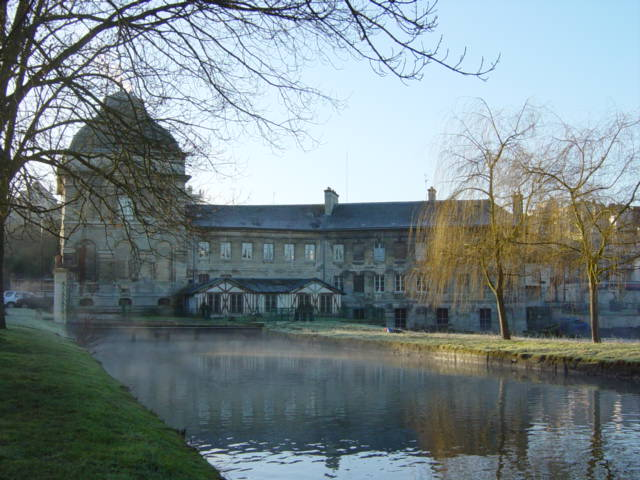
Blick über den Canal de la machine auf den Pavillon de Manse

Der Pavillon de Manse wurde im Jahr 1678 am Ufer der Nonette, im Herzen von Chantilly, erbaut, um eine Wasserkunst zu beherbergen. Aufgabe dieser Maschine war es, Wasser senkrecht aus einer Quelle zu schöpfen, es in ein offenes Reservoir zu leiten und von dort auf die Becken, Springbrunnen, Kaskaden und Wasserspiele zu verteilen, die den Westen der Gärten des Grand Condé, die von André Le Nôtre geplant wurden, zu verteilen. Der Mechanismus wurde später erneuert. Angeschlossen an den Pavillon de Manse befindet sich ein weiteres Gebäude, welches im 19. Jahrhundert erbaut wurde und ebenfalls der Wasserversorgung des Schlosses und der Stadt diente und später eine Wäscherei beherbergte, die man heute noch besichtigen kann.
Die alten Guilleminot-Werke, 1892 in der Nähe des Viaduktes in einer alten Wollspinnerei eröffnet, nutzten den Fluss und sein Wasser, um Fotoplatten, später Filme und Fotopapier zu produzieren. Das Unternehmen spezialisierte sich später auf Papier für Kunstfotografie. Es war eines der letzten Werke seiner Art in Frankreich und wurde im Jahr 1992 geschlossen. Das Gebäude wurde in ein Bürogebäude umgebaut. Es erhält mit seinen Ziegelwänden und seiner ursprünglichen Stahlstruktur ein industrielles Ambiente.
Die Porte Richard-Lenoir ist das letzte Zeugnis der alten Spinnerei von François Richard-Lenoir, die hier zu Beginn des 19. Jahrhunderts produzierte. Die Gebäude wurden später auf Anweisung des Duc d’Aumale fast vollständig abgerissen, nur das Tor blieb stehen und bildet den Eingang zum Watermael-Boitsfort-Park.

## Kultur

### Kultureinrichtungen

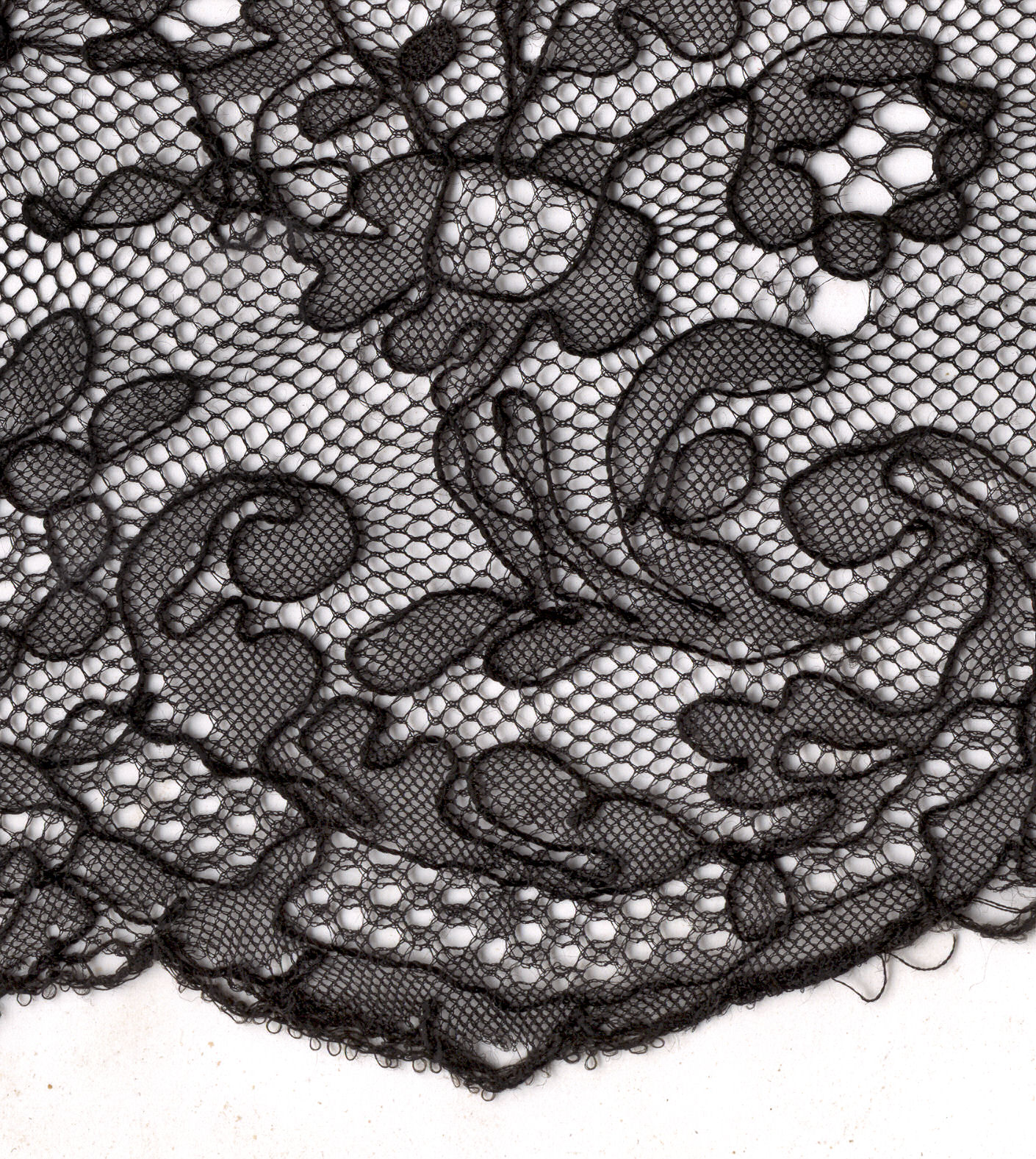
Chantilly-Spitze

Chantilly verfügt über folgende Kultureinrichtungen:
- eine Mediathek mit 100.000 Medien (Bücher, CDs, DVDs) auf 1000 m², mit 3500 eingeschriebenen Lesern
- eine Musikschule, die Kurse für mehr als 20 Instrumente anbietet. Sie hat 600 eingeschriebene Schüler und befindet sich im alten Schwimmbad[96]
- das Kulturzentrum Marguerite Dembreville (sozio-kulturelle Aktivitäten)[97]
- Musée du Patrimoine et de la dentelle: Kleines Museum mit einer Sammlung von Chantilly-Spitze und Porzellan, untergebracht im Erdgeschoss des Pavillons Egler in der Nähe der Mediathek. Es besitzt die größte Sammlung Frankreichs von Chantilly-Spitze und ist mittwochs und samstags geöffnet.
- ein unabhängiges Kino (Cinéma Élysée) mit 606 Plätzen in vier Sälen, gegründet 1936. Es gehört zu den Art-et-Essai-Kinos[98] und ist das letzte noch existierende von einst dreien.

Konzerte und Theateraufführungen werden regelmäßig im Jeu-de-Paume-Saal des Schlosses, im Großen Marstall oder im Théâtre de la Faisanderie des Potager des Princes veranstaltet.

### Veranstaltungen

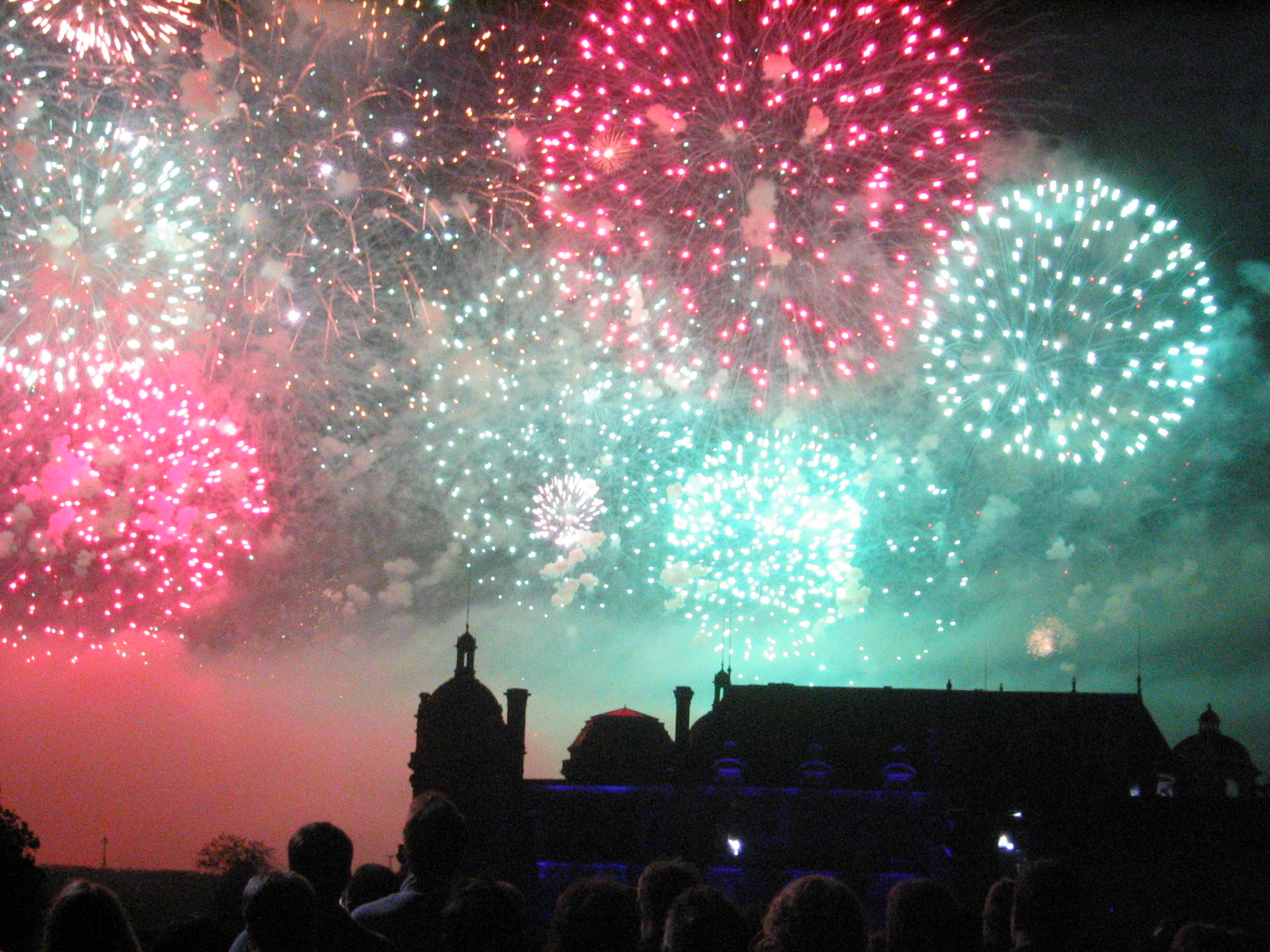
Die Nuits de Feux vor dem Schloss, Juni 2008

In Chantilly finden im Laufe des Jahres mehrere Kulturveranstaltungen statt:
- im März: Das Festival des Bannières in der Avenue du maréchal Joffre: Hier wird die gesamte Straße mit Fahnen geschmückt.
- Im Mai/Juni: der Frühling der Bildhauerei (Printemps de la Sculpture) in den Gärten des Gemeindeamtes und im Hof der Mediathek
- Im Juni der geraden Jahre wurden vom Tourismusamt des Departements Oise die Nuits de Feux (Nächte der Feuer) veranstaltet, ein Feuerwerk-Festival im Park des Schlosses Chantilly. Wegen Restaurierungsarbeiten im Park sollte die nächste Veranstaltung im Juni 2011 stattfinden.[99]
- Letzter Samstag im Juni: der Palio von Chantilly ist ein Pferderennen zwischen Vertretern der sechs Stadtbezirke Chantillys, das auf der Rennbahn ausgetragen wird.
- Erstes Wochenende im Juli: das Festival Éclats de rue mit Straßentheater, Tanz und Zirkus[100]
- 14. Juli: die Fête des Canaux (Kneipen und Unterhaltung entlang des Canal Saint-Jean)
- 31. Dezember: die Grande Parade ist ein Umzug von Blasorchestern mit Tanzmariechen in den Straßen Chantillys.[101]

### Chantilly in der Malerei

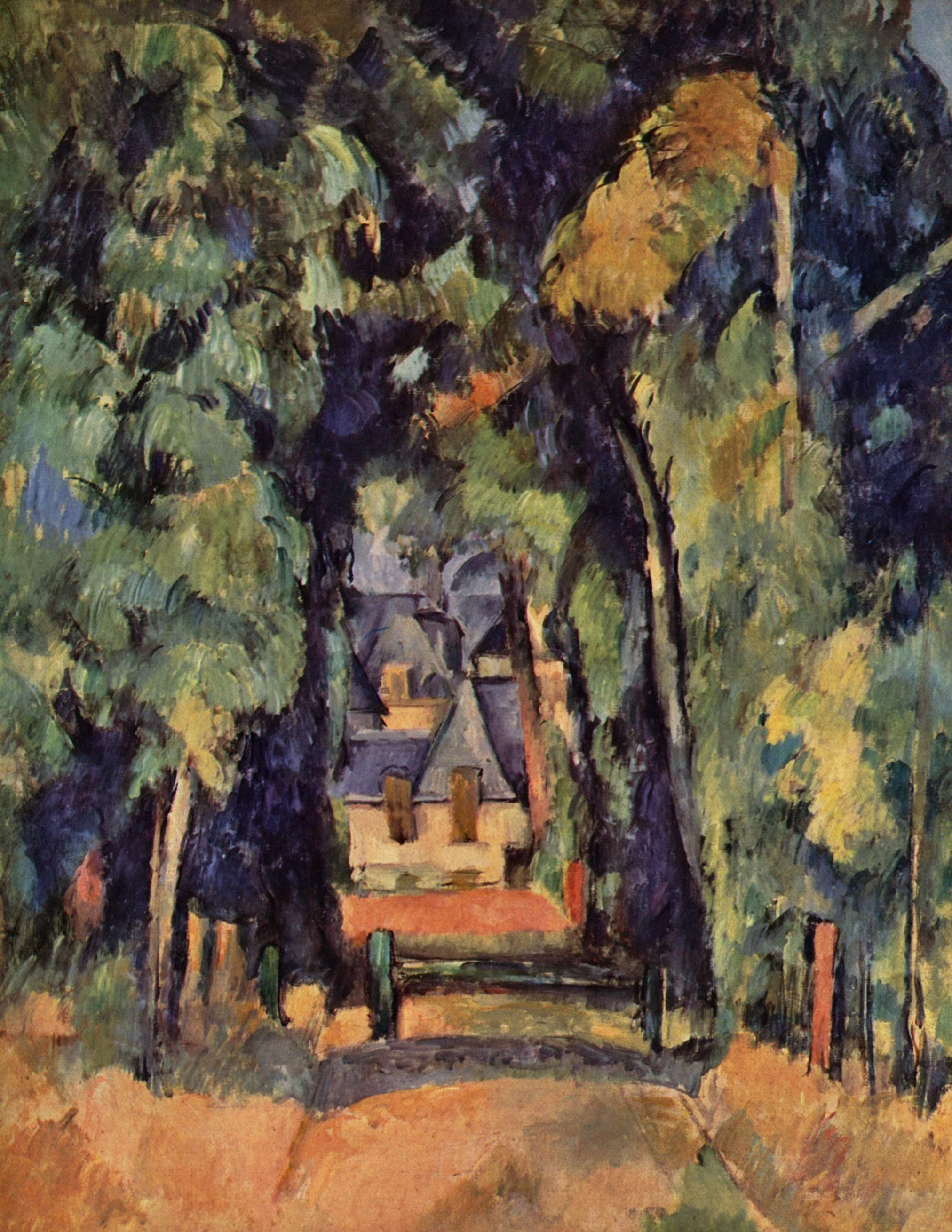
Straße in Chantilly von Paul Cézanne (1888)

Am Bau des Schlosses waren auch zahlreiche Maler beteiligt. Für die Geschichte Chantillys selbst war Jean-Baptiste Camille Corot von Bedeutung, der in der Nachbargemeinde Gouvieux lebte. Paul Cézanne hielt sich 1885 fünf Monate im Hôtel Delacourt (heutige Avenue du Maréchal Joffre) auf und schuf einige Malereien und Zeichnungen, die die Stadt und den Wald darstellen. 1927 ließ sich der deutsche Kunstkritiker und Galerist Wilhelm Uhde mit seinem Lebensgefährten Helmut Kolle in der Stadt nieder und entdeckte dort die Vertreterin der naiven Malerei Séraphine Louis.

### Chantilly in der Literatur

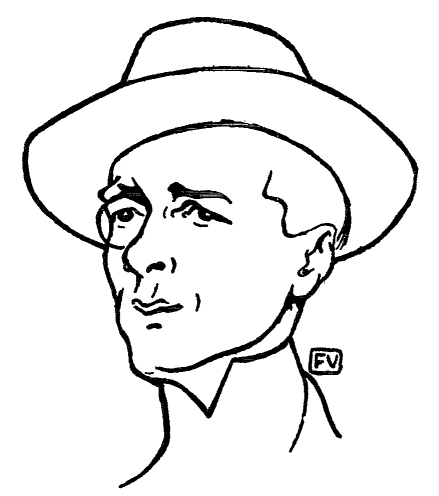
Marcel Boulenger porträtiert von Félix Vallotton, erschienen in der La Revue blanche 1899.

Das Schloss Chantilly und die Condé boten zahlreichen Schriftstellern zeitweilig oder langfristig ein Obdach. Théophile de Viau verbrachte 1626 die letzten Monate seines Lebens im Pavillon de Sylvie des Schlosses, protegiert von Maria Felicia Orsini. Literaten wie Jean Racine, Nicolas Boileau, Jean de La Bruyère, Jean de La Fontaine, Bossuet oder Molière verbrachten jeweils eine kürzere Zeit im Schloss. Antoine-François Prévost blieb seine letzten beiden Lebensjahre im Schloss (1762–1763) und wohnte in einem Haus in Schlosspark, das in der heutigen Gemeinde Vineuil-Saint-Firmin liegt. Hier schrieb er Lettre de Mentor à un jeune seigneur.
Im 19. Jahrhundert lebte Chateaubriand im Hôtel des Postes neben dem Jeu de Paume und verfasste hier das sechzehnte Buch seines Werkes Von Jenseits des Grabes, welches den Tod des Duc d’Enghien thematisiert. Der aus dem Valois stammende Gérard de Nerval besuchte Chantilly mehrere Male und erwähnt die Stadt in seinem Die Töchter der Flamme und auch in Aurélia ou le rêve et la vie. Auch Marcel Proust verbrachte einen kurzen Aufenthalt in Chantilly und erwähnte den Duc d’Aumale und die Stadt in Sodom und Gomorrha. Während des Ersten Weltkriegs wurde der italienische Dichter Gabriele D’Annunzio vom einheimischen Schriftsteller Marcel Boulenger beherbergt. D’Annunzio wurde hier zu seinem Werk Licenza (1916) inspiriert, während Boulenger Le cœur au loin schrieb. Jean Cocteau kam im Februar 1923 und im Sommer 1927 nach Chantilly und wohnte im Hôtel du Grand Condé. In jüngerer Zeit erwähnte der amerikanische Schriftsteller John Hawkes die Stadt in seinem Roman Innocence in extremis (1987).

### Chantilly im Film
Mehrere Filme wurden im Schloss Chantilly, im Großen Marstall oder im Wald von Chantilly gedreht, der bekannteste hiervon ist der James-Bond-Spielfilm Im Angesicht des Todes. Zu den Filmen, die die Stadt selbst und ihre nähere Umgebung als Hintergrund haben, gehören:
- Pariserinnen von Marc Allégret, produziert 1962, in den Rollen: Claude Barma, Michel Boisrond und Jacques Poitrenaud
- Horoskop mit Hindernissen, Komödie von Jean Girault, produziert 1978, in den Rollen Alice Sapritch und Michel Galabru
- Der französische Coup von Laurent Heynemann produziert 1979, in den Rollen Jacques Dutronc und Michel Piccoli
- Höllenzug, Krimi von und mit Roger Hanin, in den Rollen: Gérard Klein und Robin Renucci, produziert 1984 und gedreht auf dem Bahnhof Chantilly – Gouvieux
- Die Treue der Frauen von Andrzej Żuławski aus dem Jahr 2000 mit Sophie Marceau und Pascal Greggory
- Michel Vaillant – Jeder Sieg hat seinen Preis, Actionfilm von Louis-Pascal Couvelaire mit Sagamore Stévenin (2003), gedreht in der unmittelbaren Umgebung der Stadt.

### In der Kulinarik
In einigen Sprachen, so etwa im Französischen und Englischen, ist Schlagsahne als Crème Chantilly bekannt, wobei es jedoch eine Diskussion darüber gibt, ob jede geschlagene Sahne so bezeichnet werden sollte oder nur solche, die zusätzlich noch gesüßt oder mit Aromen (z. B. Vanillezucker) versehen ist. Die Benennung nach dem Ort Chantilly ist seit mindestens 1820 belegt; über den Grund besteht keine Gewissheit, er könnte aber auf die Assoziation des Schlosses mit gehobener Küche zurückgehen.

## Bildung

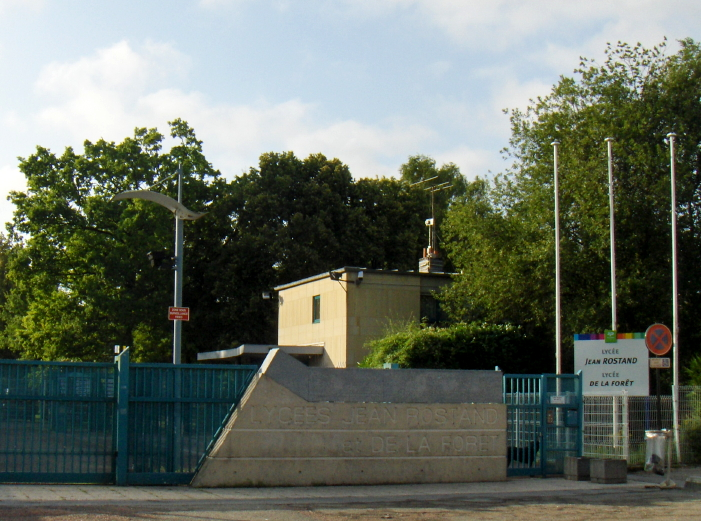
Eingangsbereich zu den öffentlichen Lycées

Bildungstechnisch gehört Chantilly zur Académie von Amiens, beziehungsweise zum Bezirk Senlis für die Grundschulbildung.
In Chantilly gibt es fünf öffentliche Kindergärten und drei öffentliche Grundschulen. Im Jahr 2008/2009 betreuten diese Einrichtungen 667 Schüler.
Drei Mittelschulen existieren auf dem Gemeindegebiet, davon befinden sich zwei Lycées im gleichen Gebäudekomplex.
- das Collège des Bourgognes hatte 587 Schüler und 37 Lehrer[113]
- das Lycée général et technologique Jean-Rostand hatte 1069 Schüler und 112 Lehrer und verfügt über einen europäischen Zweig (deutsch und englisch) und einen internationalen Zweig (englisch). Es bietet allgemeine und technische Baccalauréat-Abschlüsse ebenso an wie BTS in Buchhaltung und Verwaltung. 2008 bestanden 83 % der Schüler die Abschlussprüfungen.[114]
- Das Lycée professionnel de la Forêt hatte 601 Schüler und 51 Lehrer. Es bietet CAP und Baccalauréat professionnel in Dienstleistungen, Buchhaltung und Sekretariat.[115]

Weiterhin gibt es in Chantilly eine private Grundschule (163 Schüler im Jahr 2008 Schräge 2009), eine private zweisprachige Schule (die Bilingual Montessori School de l’Oise) und ein privates Gymnasium, das Lycée professionnel Croiset mit 123 Schülern und 13 Lehrern, es bietet Baccalauréat professionnel in Buchhaltung und Sekretariat.

## Sport
Chantilly und seine Umgebung verfügen über zahlreiche Anlagen zur sportlichen Betätigung:
- Das Stade des Bourgognes hat sechs Fußballfelder, eine Leichtathletik-Bahn, ein Rugby-Feld und eine Skating-Bahn.
- zwei Turnhallen: de Halle des Bourgognes, wo man fechten, tanzen, Judo betreiben und klettern kann, und die Salle Decrombecque, wo man Handball und Basketball spielen kann
- vier Sportplätze, genannt city-stades, die mehrere Mannschaftssportarten erlauben[118]
- In der Umgebung von Chantilly gibt es mehrere Golfplätze. Der älteste davon ist der Golf de Chantilly, der sich auf dem Gemeindegebiet von Vineuil-Saint-Firmin befindet, zwei 18-Loch-Plätze bietet und nur Mitgliedern und deren Gästen offensteht.[119] Das Hôtel Dolce, ebenfalls in Vineuil-Saint-Firmin, und der Golf du Lys mit 18 Löchern befinden sich zwischen Gouvieux und Lamorlaye
- Der Polo Club de Chantilly befindet sich in Apremont und ist der älteste Polo-Club Westeuropas.[120]
- Ein Schwimmbad befindet sich in Gouvieux.
- Die Rennbahn dient regelmäßig als Übungsplatz für das Drachensteigen.[121]

Von den 33 Sportvereinen der Stadt sind die Union Sportive de Chantilly (Fußball, Leichtathletik) und der Groupement athlétique et sportif de Chantilly (Basketball, Gymnastik, Tischtennis) die bedeutendsten. In Chantilly ist eine Bogenschützenkompanie erhalten geblieben, die im Jahre 1730 gegründet wurde und, nach Tradition des Valois, Première Compagnie d’arc de Chantilly genannt wird. Ihr Übungsgelände befindet sich im Bois Bourillon, nachdem im 19. Jahrhundert ihr alter Schießplatz der Erweiterung der Rennbahn weichen musste. Neben dem Cercle hippique de Chantilly, der ursprünglich im Großen Marstall, heute im Bois Saint-Denis beheimatet ist, gibt es in der näheren Umgebung Chantillys dreizehn weitere Reitclubs, die Mitglieder der Fédération Française d’Équitation sind.
Die wichtigsten Sportereignisse der Stadt sind Flachrennen, die von April bis Oktober von France Galop organisiert werden. Die Rennbahn von Chantilly ist aber auch Austragungsort von Wettbewerben im Springreiten: das Grand national im April und das CSI**** im September.
Jeden Mai findet der Coupe Murat, ein internationales Amateur-Golfturnier, auf dem Golf de Chantilly statt. Seit 2001 wird jährlich der Open de France Polo Cup im Polo Club de Chantilly veranstaltet und 2004 war Chantilly Austragungsort der 7. Auflage der Poloweltmeisterschaft.
Chantilly ist, dank der zahlreichen Hotels, häufig Vorbereitungsort von Fußballteams. Dies hat Tradition, seit die französische Auswahl für die Fußballweltmeisterschaft 1938 sich in Chantilly auf die Wettkämpfe einstimmte. In neuester Zeit fand etwa die Vorbereitung von Olympique Marseille für das Finalspiel des französischen Fußballcups 2006/2007 in Chantilly statt. Öffentliche Trainingseinheiten finden dabei gelegentlich im Stade des Bourgognes statt.

## Persönlichkeiten

### Personen, die in Chantilly geboren sind

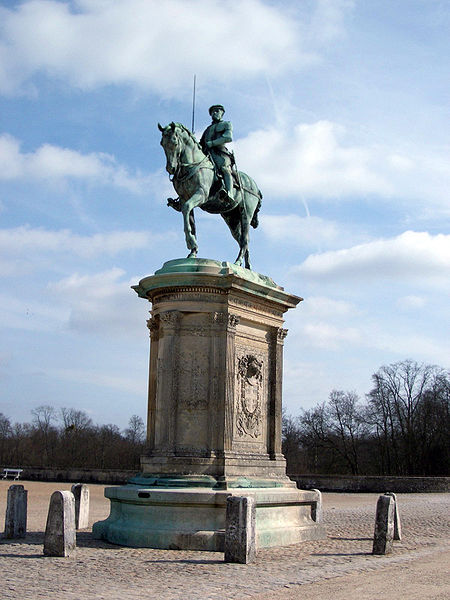
Statue von Anne de Montmorency in der Mitte der Großen Terrasse des Schlosses

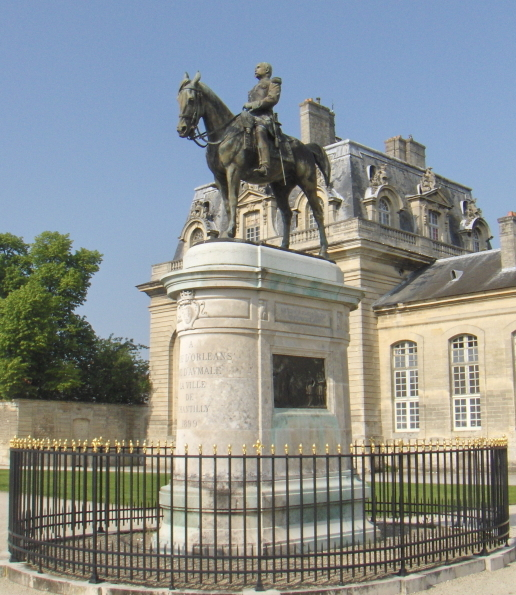
Henri d’Orléans

- Anne de Montmorency, Großmeister von Frankreich, später Konstabler
- Henri I. de Montmorency (1534–1614), Marschall und Connétable von Frankreich
- Henri II. de Montmorency (1595–1632), Heerführer, Großadmiral, Marschall, Vizekönig von Neu-Frankreich und Gouverneur des Languedoc
- Louise-Adélaïde de Bourbon-Condé (1757–1824), Prinzessin, Klostergründerin
- Louis Antoine de Bourbon-Condé, Duc d’Enghien (1772–1804)
- Antoine Guillemet (1841–1918), Landschaftsmaler des Impressionismus
- Timothée Jordan (1865–?), britischer Cricketspieler
- Arthur MacEvoy (1868–1904), britischer Cricketspieler
- Jean de Laborde (1878–1977), Admiral und Beteiligter an der Selbstversenkung der Vichy-Flotte
- Alfred Aston (1912–2003), Fußballspieler
- Jacques Cooper (1931), Designer, Urheber des Designs des TGV-Prototypen
- Daunik Lazro (1945), Jazz-Saxophonist

### Personen, die in Chantilly lebten oder leben
- Pierre d’Orgemont, Kanzler von Frankreich und Erbauer des ersten bekannten Schlosses
- François Vatel (1631–1671), Küchenmeister auf Schloss Chantilly und wahrscheinlicher Erfinder der Crème Chantilly
- Henri Jules de Bourbon-Condé (1643–1709), Fürst von Condé und Gründer der Pfarrei Chantilly
- Louis IV Henri de Bourbon-Condé (1692–1740), Großmeister von Frankreich und Erbauer des Großen Marstalls
- Joseph Candeille (1744–1827), Komponist, Sänger, gestorben in Chantilly
- Bertrand Bessières (1773–1854), General unter Napoleon, gestorben in Chantilly[127]
- Henriette Méric-Lalande (1798–1867) et Laure Cinti-Damoreau (1801–1863), Sängerinnen, im Ruhestand und gestorben in Chantilly
- Henri d’Orléans, Duc d’Aumale (1822–1897), General, Historiker und Kunstsammler
- Léopold Delisle (1826–1910), Bibliothekar, Historiker, Bibliothekar des Musée Condé, gestorben in Chantilly
- Félix Bollaert (1855–1936), Direktor der Bergwerke von Lens, lebte und starb in Chantilly[127]
- Abel Hermant (1862–1950), Schriftsteller, Mitglied der Académie française, verurteilt wegen Kollaboration, zog sich zurück nach Chantilly und starb hier[127]
- Alfred Heurteaux (1893–1985), Jagdflieger im Ersten Weltkrieg, Widerstandskämpfer im Zweiten Weltkrieg
- Prinzessin Nadeschda Petrowna von Russland (1898–1988), verstorben in Chantilly
- Helmut Kolle (1899–1931), deutscher Maler, verstorben in Chantilly
- Émilien Amaury (1909–1977), Gründer der Zeitung Le Parisien, verstorben in Chantilly bei einem Reitunfall, begraben auf dem Friedhof Saint-Pierre[127]
- Jean Neuberth (1915–1996), französischer Maler der Abstraktion, verstorben in Chantilly
- Jean Bruce (1921–1963), Krimi-Schriftsteller (OSS 117), begraben auf dem Friedhof Saint-Pierre[127]
- Éric Woerth (1956), Bürgermeister von Chantilly, Haushaltsminister, Sekretär für die Staatsreform der französischen Regierung
- Guy Carlier Chronist im Radio Europe 1.